# Chronik des russischen Überfalls auf die Ukraine, April bis September 2023

Animierte Darstellung des Verlaufs der russischen Invasion in der Ukraine ab dem 24. Februar 2022

Diese Chronik stellt eine Übersicht zur Chronologie des russischen Überfalls auf die Ukraine von Anfang April bis Ende September 2023 dar.

## 1. April
Laut russischen, ukrainischen und westlichen Quellen wurde das Ziel der russischen Winteroffensive, die Besetzung der Verwaltungsgrenzen der ukrainischen Oblaste Donezk und Luhansk bis Ende März, nicht erreicht; in den ersten drei Monaten des Jahres 2023 wurden weniger als 0,2 % des ukrainischen Staatsgebiets zusätzlich erobert. In der Ostukraine konnten ukrainische Streitkräfte begrenzte Geländegewinne westlich von Tscherwonopopiwka (Rajon Sjewjerodonezk) und nordöstlich von Werchnjokamjanske (Rajon Bachmut) erzielen. Dem vom russischen Verteidigungsminister Sergei Schoigu am 11. Januar 2023 zum Befehlshaber der russischen Truppen in der Ukraine ernannte Generalstabschef Waleri Gerassimow war nach Vermutungen des Institutes for the Study of War der Auftrag erteilt worden, bis zum 31. März den Donbas einzunehmen.
Die Ukraine erließ weitere Sanktionen gegen Personen und Unternehmen aus Russland, die den russischen Angriffskrieg unterstützt haben sollen, darunter gegen Rüstungsbetriebe und militärische Forschungseinrichtungen.

## 2. April
In der Nacht zum 2. April konnten die Söldner der Gruppe Wagner weitere Fortschritte im Zentrum von Bachmut erzielen und das Gebäude der Stadtverwaltung besetzen.
Laut dem Kyiv Independent sind bei einem russischen Angriff in Kostjantyniwka drei Zivilisten getötet und sechs verletzt worden. Nach Angaben des britischen Militärnachrichtendienstes sind bis zu 200.000 russische Kämpfer gestorben oder bis zur Kampfunfähigkeit verwundet worden. Der Dienst zitierte auch einen russischen Telegram-Kanal, laut dem verbreiteter Alkoholmissbrauch zu Unfällen, Straftaten und Todesfällen führe und eine „signifikante Minderheit“ der Verluste ausmache. Der Nationale Sicherheits- und Verteidigungsrat der Ukraine gab einen zwölf Punkte umfassenden Deokkupationsplan für die Krim bekannt, der unter anderem vorsieht, nach der Annexion 2014 zugezogene Russen auszuweisen und die Krim-Brücke abzureißen.
In Sankt Petersburg kam es zu einem tödlichen Attentat auf den russischen Militärblogger Wladlen Tatarski. Dieser hatte 2014 als Straftäter im Gefängnis gesessen und war durch die Aufstände in Donezk in Freiheit gelangt, bevor er sich auf der separatistischen Seite engagierte und militaristische Propaganda verbreitete. Die laut russischen Behörden verdächtige 26-jährige Darja Trepowa wurde am Folgetag festgenommen. Das Nationale Antiterrorkomitee Russlands bezichtigte ukrainische Geheimdienste und die von Alexei Nawalny gegründete Stiftung für Korruptionsbekämpfung, das Attentat geplant zu haben, und behauptete, dass Trepowa eine Anhängerin Nawalnys sei. Dessen Pressesprecherin Kira Jarmysch sagte, der Kreml habe nicht nur nun einen Vorwand, um Nawalny wegen Extremismus anzuklagen – wofür bis zu 35 Jahre Haft drohen –, sondern wolle ihn auch noch wegen Terrorismus belangen. Tatarski wurde später mit militärischen Ehren in Moskau in Anwesenheit von Jewgeni Prigoschin beigesetzt, der als Grabbeilage einen Vorschlaghammer niederlegte. Auf diesem war das Logo von Prigoschins Wagner-Söldnertruppe eingraviert; in einem Video war die – offenbar von Hand geschriebene – Widmung „Für Wladlen Tatarsky von den Kämpfern.“ lesbar.

## 3. April

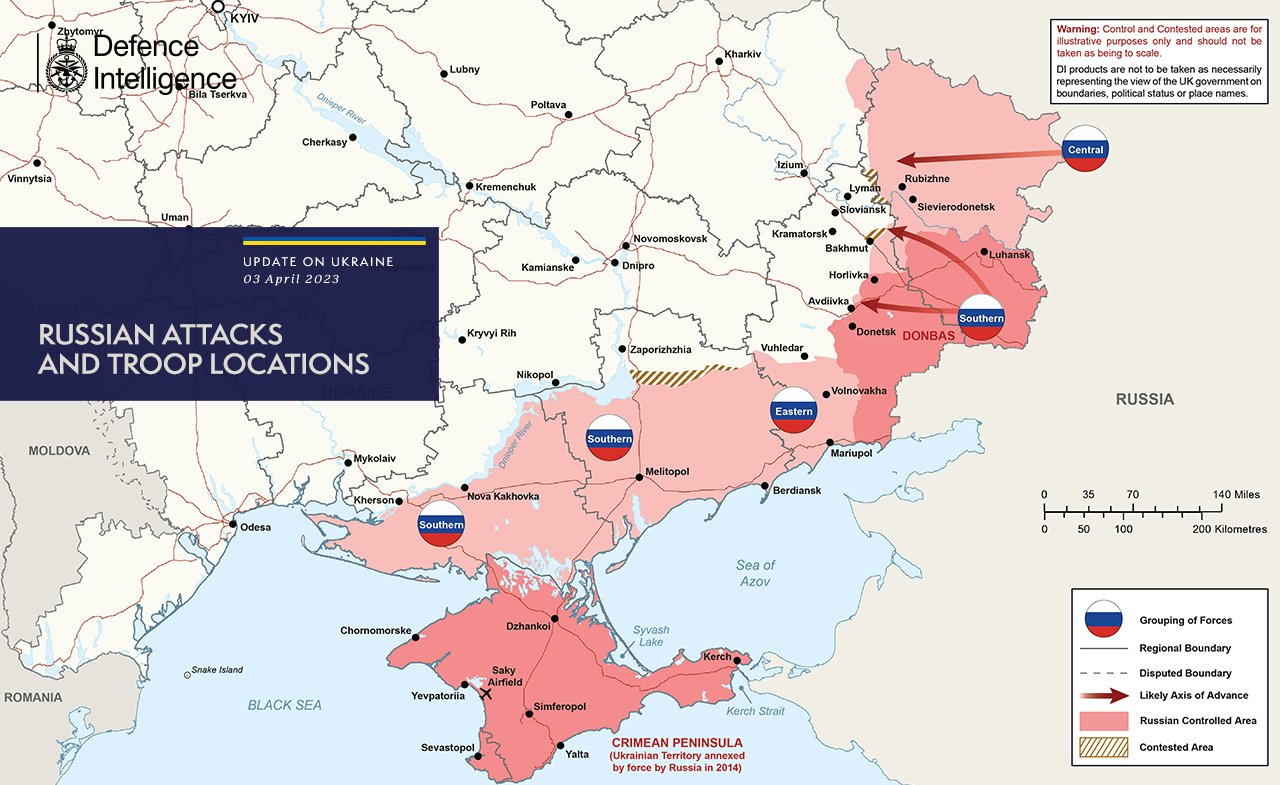
Lagebild des britischen Verteidigungsministeriums vom 3. April 2023

Der russische General Rustam Muradow, dessen Streitkräfte im Januar und Februar 2023 bei der Schlacht um Wuhledar hohe Verluste und eine Niederlage erlitten hatten, wurde laut The Moscow Times von der Position des Kommandeurs des östlichen Militärbezirks enthoben. Er soll durch Andrei Kusmenko ersetzt worden sein. Die ukrainischen Luftstreitkräfte bestätigten den Erhalt von MiG-29-Kampfflugzeugen, die von Polen und der Slowakei zugesagt worden waren. Seitdem würden sie über drei MiG-29- und zwei Su-27-Brigaden verfügen (Anmerkung: früheren Angaben der ukrainischen Luftwaffe nach besteht eine vollständige Brigade aus 36 Flugzeugen). Laut The Military Balance verfügte die Ukraine zu Jahresbeginn außerdem über 30 unterschiedliche Bombermodelle. Ein Sprecher der ukrainischen Luftstreitkräfte gab an, dass Russland mindestens fünfmal mehr Militärflugzeuge zur Verfügung stünden. In der Nacht attackierte Russland nach ukrainischen Angaben die Hafenstadt Odessa mit 17 Drohnen, davon habe die Flugabwehr 14 zerstört. Nach Angaben des Militäranalysten Marcus Keupp habe die Ukraine in den letzten Wochen die feindliche elektronische Kriegsführung und Artillerie „sehr erfolgreich“ zerstört. Dies wirke sich „schädlich auf die Möglichkeit der Russen aus, überhaupt noch Offensiven zu führen“.

## 4. April
Als Reaktion auf den russischen Überfall auf die Ukraine ist Finnland als 31. Mitglied der NATO beigetreten. Die ukrainische Vizeministerpräsidentin Iryna Wereschtschuk rief jene Ukrainer, die sich in Russisch besetzten Gebieten befinden, vor dem Hintergrund einer geplanten ukrainischen Offensive zur Flucht aus den besetzten Gebieten auf. Für die Offensive wurden in der Ukraine ab Februar 2023 etwa 40.000 Soldaten rekrutiert, trainiert und auf acht Kampfbrigaden verteilt.
Erstmals ist (im Oktober 2022) ein Offizier aus dem Schutzdienst des Präsidenten der russischen Föderation (FSO) ins Ausland geflohen. Dort gab dieser ein am 4. April 2023 veröffentlichtes ausführliches Interview zu seiner Flucht, zur Arbeit des FSO und zur Lebensweise des russischen Präsidenten Wladimir Putin.

## 5. April
Die spanische Verteidigungsministerin Margarita Robles kündigte die Lieferung von sechs Leopard 2A4 in der zweiten Aprilhälfte an. Präsident Wolodymyr Selenskyj reiste zu einem Staatsbesuch nach Warschau und traf dort Präsident Andrzej Duda und Ministerpräsident Mateusz Morawiecki zu Beratungen. Ebenfalls traf Selenskyj ukrainische Geflüchtete im Königlichen Schloss. Die Ukraine bestellte 100 Radschützenpanzer in Polen.

## 6. April
Nach Angaben des ukrainischen Generalstabs sind neben Bachmut auch die Städte Awdijiwka, Lyman und Marjinka besonders umkämpft.
Nach Angaben des stellvertretenden Leiters des Präsidialamts der Ukraine, Andrij Sybiha, ist ein Ziel der geplanten ukrainischen Offensive, mit den ukrainischen Truppen bis zur [nördlichen] Verwaltungsgrenze der Krim vorzustoßen. Sybiha ergänzte, dass sich die ukrainische Regierung im Erfolgsfall auch eine diplomatische Lösung bezüglich der Halbinsel Krim vorstellen könnte. Dem widersprach Präsidentenberater Mychajlo Podoljak; mit Russland würde erst dann verhandelt, wenn sich russische Truppen aus dem gesamten Staatsgebiet der Ukraine zurückgezogen hätten.
Als geheim eingestufte Dokumente des US-Verteidigungsministeriums erregten öffentliches Aufsehen. Die Dokumente betreffen Planungen der Vereinigten Staaten und der NATO, das ukrainische Militär in der Vorbereitung auf die Offensive zu unterstützen. Unter Berufung auf Analysten sind die veröffentlichten Dokumente laut der New York Times nachträglich teilweise bearbeitet worden und könnten somit auch zur Desinformation veröffentlicht worden sein. Jedoch konnten aus den Originaldokumenten Schlussfolgerungen über Zeitpläne für Waffenlieferungen gezogen werden. Das Pentagon startete eine Untersuchung zu dem Geheimnisverrat. Laut CNN hat die Ukraine wegen der geleakten Geheimdokumente militärische Pläne ändern müssen.
Laut einer Erklärung des französischen Präsidenten Emmanuel Macron nach einem Gespräch mit dem chinesischen Präsidenten Xi Jinping, zu dem auch die EU-Kommissionspräsidentin Ursula von der Leyen nach Peking gereist ist, haben sich die beiden Staatspräsidenten dafür ausgesprochen, dass die Ukraine und Russland „so bald wie möglich“ Friedensgespräche aufnehmen. Der Sprecher der russischen Regierung, Dmitri Peskow, erklärte darauf angesprochen u. a., bislang gebe es „keine Aussichten auf eine politische Lösung“ und „keine anderen Möglichkeiten als die Fortsetzung der Spezialoperation“.

## 7. April
Nach dem Verteidigungsministerium des Vereinigten Königreichs haben russische Streitkräfte das westliche Ufer des Flusses Bachmutka in Bachmut erobert und gefährden damit die Versorgungslinien der Ukraine. Laut dem russischen Außenminister Sergei Lawrow sind Friedensgespräche nur in Verbindung mit einer „neuen Weltordnung“ ohne Vorherrschaft der USA möglich.
Laut einer repräsentativen Umfrage des Lewada-Zentrums in Russland unterstützte im März 2023 eine Mehrheit von 74 % aller Befragten weiterhin das militärische Vorgehen in der Ukraine. 48 % aller Befragten sprachen sich im März 2023 dennoch für Verhandlungen aus.

## 9. April
Ein russischer Raketenangriff auf Saporischschja zerstörte ein Wohngebäude und beschädigte Dutzende andere, wobei zwei Zivilisten getötet und ein weiterer verletzt wurde. Es wurden auch russische Angriffe in Orichiw, Huljajpole sowie in 15 anderen Siedlungen gemeldet.

## 10. April
Von der Slowakei gelieferte MiG-29 sollen wegen Sabotage russischer Wartungstechniker nicht kampffähig sein. Laut ihrem Verteidigungsminister Jaroslav Naď hat die Ukraine aber die Ressourcen, die Flugzeuge zu reparieren.
Die Ukraine und Russland tauschten über Ostern mehr als 200 Kriegsgefangene aus.
Laut dem Institute for the Study of War wird in von russischen Truppen besetzten Gebieten die Orthodoxe Kirche der Ukraine enteignet, ihre Priester willkürlich festgenommen und Gottesdienste verboten. Die von Russland losgesagte Ukrainisch-Orthodoxe Kirche beklagt wiederum massive Repressionen durch die ukrainische Regierung.

## 11. April
Der dänische Verteidigungsminister Troels Lund Poulsen erklärte, Dänemark werde der Ukraine noch vor dem Sommer Leopard 1A5-Panzer liefern und hoffe, innerhalb von sechs Monaten bis zu 100 Stück bereitstellen zu können.
Die russische Duma verabschiedete ein Gesetz, mit dem die Art der Einberufung zur Wehrpflicht und die Art ihrer Zustellung geändert wurden. Zuvor musste eine Einberufung dem Einberufenen persönlich zugestellt werden. Jetzt gilt eine Vorladung als zugestellt, sobald sie auf dem Portal der staatlichen Dienste namens „Gosuslugi“ erscheint. Wird einer solchen Vorladung nicht Folge geleistet, kann dies bedeuten, dass „Fahrverbote, die Eintragung eines Unternehmens, die Aufnahme einer selbständigen Tätigkeit, die Aufnahme eines Kredits oder eines Darlehens, der Verkauf einer Wohnung, der Kauf einer Immobilie oder die Gewährung von Sozialleistungen“ drohen.

## 13. April
In der Schlacht um Bachmut haben russische Kämpfer nach übereinstimmenden Angaben das Stadtzentrum erreicht. Zugleich behauptete das russische Verteidigungsministerium, die Stadt eingekesselt zu haben. Dem widersprach der Chef der russischen Söldnergruppe Wagner, Jewgeni Prigoschin: Es sei „noch zu früh, […] von einer völligen Einkreisung […] zu sprechen“.
Der Europäische Rat beschloss, der Ukraine Munition für eine Milliarde Euro zu spenden. Damit erhöhten sich die militärischen Unterstützungsleistungen der EU auf 4,6 Milliarden Euro. Die deutsche Regierung genehmigte eine von Polen gestellte Exportanfrage für fünf MiG-29-Kampfjets aus DDR-Beständen an die Ukraine. Im Jahr 2004 hatte Deutschland 22 Kampfjets vom Typ MiG-29 an Polen verkauft, wovon noch etwa ein Dutzend existieren sollen. Polen hatte im März erklärt, es wolle der Ukraine seine gesamte MiG-Flotte von etwa 30 Flugzeugen übergeben.
Ein russisches Gericht verhängte gegen die Wikimedia Foundation eine Geldstrafe in Höhe von zwei Millionen Rubel, weil sie sich geweigert hatte, in der russischsprachigen Wikipedia den Artikel über die Besetzung der Oblast Saporischschja zu löschen.

## 14. April
In Slowjansk sind durch einen russischen Luftangriff auf ein Wohnviertel nach ukrainischen Angaben mindestens 15 Zivilisten getötet und mindestens 24 verletzt worden. In der Schlacht um Bachmut halten die ukrainischen Streitkräfte laut dem britischen Militärnachrichtendienst noch die westlichen Stadtbezirke, seien jedoch in den vorherigen zwei Tagen unter starken Artilleriebeschuss geraten. Außerdem stünden die ukrainischen Streitkräfte vor erheblichen Nachschubproblemen in der Stadt, hätten sich jedoch dort aus Stellungen, die sie aufgeben mussten, geordnet zurückziehen können. Der Nachrichtendienst erklärte ferner, dass es Kräfte der Söldnergruppe Wagner seien, die in Bachmut kämpften, während russische Luftlandetruppen nördlich und südlich von der Stadt operierten und dort Wagner-Kräfte abgelöst hätten.
Die russische Pazifikflotte wurde nach Angaben des russischen Verteidigungsministers im Rahmen einer Inspektion in Alarm- und Gefechtsbereitschaft versetzt und startete ein unangekündigtes Manöver. Die belarussischen Streitkräfte haben laut belarussischen Regierungsangaben ein unangekündigtes Militärmanöver in der Oblast Brest begonnen.
Laut den Vereinten Nationen wurden seit Beginn der russischen Invasion mehr als 740 Zivilisten von Minen oder anderen zurückgebliebenen Sprengstoffen verletzt oder getötet. Laut der ukrainischen Regierung sind etwa 160.000 km² des ukrainischen Staatsgebiets vermint, das entspricht einer Fläche von der doppelten Größe Österreichs.
Die Ukraine untersagte ihren Sportlern die Teilnahme an internationalen olympischen, nicht-olympischen und paralympischen Wettbewerben, wenn dort Athleten aus Russland oder Belarus antreten.

## 15. April
Polen und Ungarn haben die Einfuhr von Getreide und einigen anderen Lebensmitteln aus der Ukraine verboten, „um den lokalen Agrarsektor zu schützen“, da die ukrainischen Lieferungen die Lebensmittelpreise senkten. Das ukrainische Ministerium für Landwirtschaft kritisierte die Verbote als Widerspruch zu den bilateralen Exportvereinbarungen, während die Europäische Kommission erklärte, dass „einseitige Maßnahmen nicht akzeptabel sind“. Jarosław Kaczyński, der Vorsitzende der polnischen Partei Recht und Gerechtigkeit, erklärte, dass Polen die Ukraine weiterhin unterstützen werde und bereit sei, Gespräche zur Lösung des Problems aufzunehmen.

## 17. April
In Moskau wurde der Oppositionspolitiker Wladimir Kara-Mursa aufgrund seiner Kritik am Ukraine-Krieg wegen Hochverrats zu 25 Jahren Haft verurteilt, dies obwohl er an Polyneuropathie erkrankt ist, wahrscheinlich als Folge zweier Giftanschläge. Kara-Mursa verglich seinen Prozess mit den Schauprozessen unter Josef Stalin. Es ist die erste Verurteilung wegen Hochverrats seit dem Zerfall der Sowjetunion.

## 18. April
Das ukrainische Militär hat den Fluss Dnipro in der Nähe der Stadt Cherson (nördlich von Oleschky) überquert und auf der Ostseite des Dnipros Stellungen errichtet.
Der ukrainische Präsident Wolodymyr Selenskyj stattete der umkämpften Stadt Awdijiwka einen Frontbesuch ab. Er erklärte, seit der Invasion seien 2235 ukrainische Kriegsgefangene aus russischer Gefangenschaft geholt worden. Der russische Präsident Wladimir Putin besuchte nach offiziellen Angaben Kommandozentren in besetzten Teilen der Oblaste Cherson und Luhansk. Nach ukrainischen Angaben wurden durch russische Luftangriffe auf einen Markt in Cherson eine Person getötet und mindestens neun Besucher verletzt.
Die ukrainische Militärführung hat für Journalisten Zutrittsregelungen für umkämpfte Gebiete erlassen. Die Regelungen, die umkämpfte Gebiete in drei Zonen (nach Ampelfarben) aufteilt, sehen vor, dass Journalisten bestimmte Frontgebiete (gelb markiert) nur noch mit einem Presse- und Informationsoffizier betreten dürfen. Für manche Frontgebiete (rot markiert) gilt mit den erlassenen Regelungen für Journalisten ein Zutrittsverbot. In grün markierten Gebieten dürfen sich Journalisten laut der ukrainischen Militärführung ohne Beschränkung aufhalten. Die Armeeführung führt Sicherheitsgründe für die Verhängung der Zutrittsregelungen in der Ukraine an, wo nach wie vor das Kriegsrecht gilt.
Die russische Staatsduma beschloss ein Gesetz für höhere Strafen: Bei einer Verurteilung wegen Hochverrats ermöglicht das Gesetz, eine lebenslange Freiheitsstrafe zu verhängen. Menschenrechtler kritisierten, dass dieser Straftatbestand eingesetzt werde, um Gegner zu verurteilen. Zudem gibt es neu den Straftatbestand der „Beihilfe zur Durchführung von Entscheidungen internationaler Organisationen, an denen Russland nicht teilnimmt, oder ausländischer Regierungsbehörden“, als Reaktion auf den Haftbefehl des Internationalen Strafgerichtshofs.
Nach Angaben des Europarates sind die Krimtataren, insbesondere solche, die sich gegen die Besetzung wehrten oder nicht genehme Meinungen äußerten, Diskriminierung, Stigmatisierung und Verfolgung durch russische Behörden ausgesetzt.
Nach ukrainischer Darstellung wurden 64 russische Luftangriffe registriert. Die meisten Angriffe erfolgten in der Nacht vom 18. April auf den 19. April auf die Stadt Odessa; dafür wurden Drohnen vom Typ Shahed-136 aus iranischer Produktion verwendet. Die Luftverteidigung gab bekannt, dass die meisten der Drohnen abgeschossen wurden, bevor sie ihre Ziele trafen.

## 19. April
Am 19. April hat das ukrainische Militär nach eigenen Angaben 21 von 26 Kamikaze-Drohnen vom Typ Shahed-136 abgeschossen und 55 russische Bodenangriffe abgewehrt.
Nach Erkenntnissen der Geheimdienste von Dänemark (FE), Norwegen (E-tjenesten), Schweden (Säkerhetspolisen) und Finnland (Suojelupoliisi) betreibt Russland seit zehn Jahren in Gewässern auf der Nordhalbkugel Spionage zu unterseeischen Gaspipelines und unterseeischen Stromkabeln, Internetkabeln und weiterer Infrastruktur wie Offshore-Windparks. Dies tut Russland laut den Geheimdiensten mit insgesamt 50 russischen Schiffen, darunter mit Forschungsschiffen wie der Admiral Vladimirsky.

## 20. April
Dänemark und die Niederlande kündigten eine Spende von 14 Leopard 2-Kampfpanzern an die Ukraine ab Beginn des kommenden Jahres an. NATO-Generalsekretär Jens Stoltenberg hat erstmals seit Kriegsbeginn mit einem Besuch in Kiew die Ukraine betreten. Selenskyj erhielt eine Einladung zur Teilnahme am NATO-Gipfel in Vilnius 2023. Die russische Führung hat den Kommandeur ihrer Pazifikflotte, Admiral Sergei Awakjanz, entlassen.
Am späten Abend schoss ein russisches Kampfflugzeug eine Rakete auf die russische Stadt Belgorod ab, die das Stadtzentrum traf. Nach russischen Angaben kam es zu einem „ungeplanten Abschuss von Bordmunition“. Drei Menschen seien verletzt und Wohnungen beschädigt worden. Es sei ein Krater von 20 Metern Durchmesser entstanden.

## 21. April
Die Kontaktgruppe zur Unterstützung der Ukraine, an der mehr als 50 Staaten beteiligt sind, hatte zum vierten Mal seit Kriegsbeginn getagt. Zuvor hatte die Ukraine erneut um Kampfjets westlicher Bauart gebeten.
Die Ukraine erklärte, dass 20 % der für die Gruppe Wagner kämpfenden Sträflinge, die in ukrainischer Kriegsgefangenschaft sind, HIV-infiziert sind. Einige hätten angeblich ausgesagt, dass ihnen im Gefängnis dagegen keine medizinische Behandlung zugekommen sei und ihnen versprochen wurde, dass sie im Gegenzug für die Teilnahme an einem halbjährigen Kampfeinsatz in der Ukraine eine Begnadigung und passende Medikamente erhielten.

## 22. April
Die Stadt Wuhledar ist nach Angaben des ukrainischen Militärs sechs Mal von der russischen Luftwaffe angegriffen worden.
Der ukrainische Präsident Wolodymyr Selenskyj hat zwei von der Werchowna Rada beschlossene Gesetze in Kraft gesetzt, durch die u. a. Straßen- und Ortsnamen in russischer Sprache oder mit russischem Bezug in der Ukraine verboten und Kenntnisse der ukrainischen Sprache und Geschichte zur Voraussetzung für die ukrainische Staatsbürgerschaft gemacht werden.

## 23. April
Das ukrainische Militär hat eigenen Angaben zufolge in Awdijiwka und Bachmut 45 Angriffe russischer Kräfte abgewehrt. Außerdem seien in der Oblast Cherson 35 Ortschaften von russischer Artillerie, Drohnen und Kampfflugzeugen beschossen worden. Dabei sei mindestens ein Zivilist getötet worden. Das russische Militär berichtete, es seien ukrainische Luftangriffe auf Donezk erfolgt. Russische Truppen bereiten sich nach Meinung ukrainischer Militärs auf einen erneuten Versuch vor, die Stadt Wuhledar zu erobern.
Laut einem SIPRI-Bericht hat die Ukraine ihre Militärausgaben im Jahr 2022 um das Siebenfache des Vorjahres auf umgerechnet 44 Milliarden US-Dollar gesteigert. Die Militärhilfen verschiedener Länder an die Ukraine im Wert von dutzenden Milliarden US-Dollar wurden dabei nicht einbezogen. In Russland haben sich die Rüstungsausgaben im Jahr 2022 um 9,2 Prozent auf umgerechnet 86,4 Milliarden Dollar erhöht.

## 24. April
Der Chef der Wagner-Truppe, Jewgeni Prigoschin, drohte an, keine Kriegsgefangenen mehr zu nehmen, sondern kapitulierende ukrainische Soldaten zu töten. Er begründete dies mit einem angeblich abgefangenen Funkspruch ukrainischer Soldaten, in dem sie eine Erschießung verletzter Wagner-Söldner diskutieren.

## 25. April
Das UN-Hochkommissariat für Menschenrechte forderte eine Untersuchung des abgefangenen Funkspruchs, in dem angeblich ein ukrainischer Soldat die Hinrichtung eines Wagner-Söldners befahl, sowie der Aussage von Jewgeni Prigoschin, ukrainische Kriegsgefangene zu töten, da es sich um Aufrufe zu Kriegsverbrechen handeln würde, sofern die Aufnahmen authentisch seien.

## 26. April
Nach Angaben des NATO-Generalsekretärs Jens Stoltenberg hat die Ukraine seit Kriegsbeginn 230 Panzer und mehr als 1550 gepanzerte Fahrzeuge erhalten. Dies entspreche mehr als 98 Prozent der Gefechtsfahrzeuge, die der Ukraine zugesagt wurden. Der Oberbefehlshaber der NATO-Streitkräfte in Europa, US-General Christopher G. Cavoli, erklärte, die Ukraine habe über 98 Prozent aller zugesagten Kampffahrzeuge erhalten.
US-Geheimdienste gehen laut publik gewordenen Geheimdienstdokumenten davon aus, dass Russland in der Lage ist, den Krieg in der Ukraine noch mindestens ein Jahr lang zu finanzieren. Laut einem internationalen Forscher-Team gelingt es dem russischen Staat, die Sanktion der G7, der einen Preisdeckel für russisches Öl von 60 Dollar pro Barrel vorsieht, teilweise zu umgehen. So werde über den Pazifikhafen Kosmino Rohöl aus der Ostsibirien-Pazifik-Pipeline von Russland größtenteils für 65 bis 85 US-Dollar pro Barrel verkauft.
Der Chef der russischen Söldnergruppe Wagner, Jewgeni Prigoschin, beschwerte sich erneut öffentlich über die russische Militärführung und warf ihr Verrat vor; das Verteidigungsministerium liefere nicht genügend Munition für die Schlacht um Bachmut. Weil die Unterstützung fehle, seien die Verluste bei seinen Söldnern um ein Vielfaches höher. Prigoschin fragte außerdem, warum Entlastungsangriffe durch russische Soldaten auf Slowjansk und Kramatorsk ausblieben, um russische Söldner in Bachmut zu entlasten. Prigoschin behauptete außerdem, dass die ukrainische Gegenoffensive „irgendwann“ nach dem 2. Mai beginne, wenn angeblich die Schlammzeit in der Ukraine vorüber ist und ein Wetterumschwung stattgefunden hat.
Laut dem US-amerikanischen Nachrichtensender CNN belegen Satellitenbilder, dass eine russische Militärbasis im nördlichen Teil der Halbinsel Krim innerhalb der vergangenen Monate geräumt wurde. Ein Berater des ukrainischen Bürgermeisters der russisch besetzten Stadt Mariupol berichtet, dass in Vorbereitung auf eine Abwehr der anberaumten ukrainischen Gegenoffensive russische Truppen bei Manhusch (Rajon Mariupol) und Berdjansk Stellungen ausbauen.
Chinas Staatsführer Xi Jinping telefonierte erstmals seit Kriegsbeginn mit dem ukrainischen Staatspräsidenten Wolodymyr Selenskyj. Laut chinesischen Staatsmedien will die Staatsführung einen Sondergesandten in die Ukraine schicken und mit den Kriegsparteien an einer Konfliktlösung arbeiten.

## 27. April

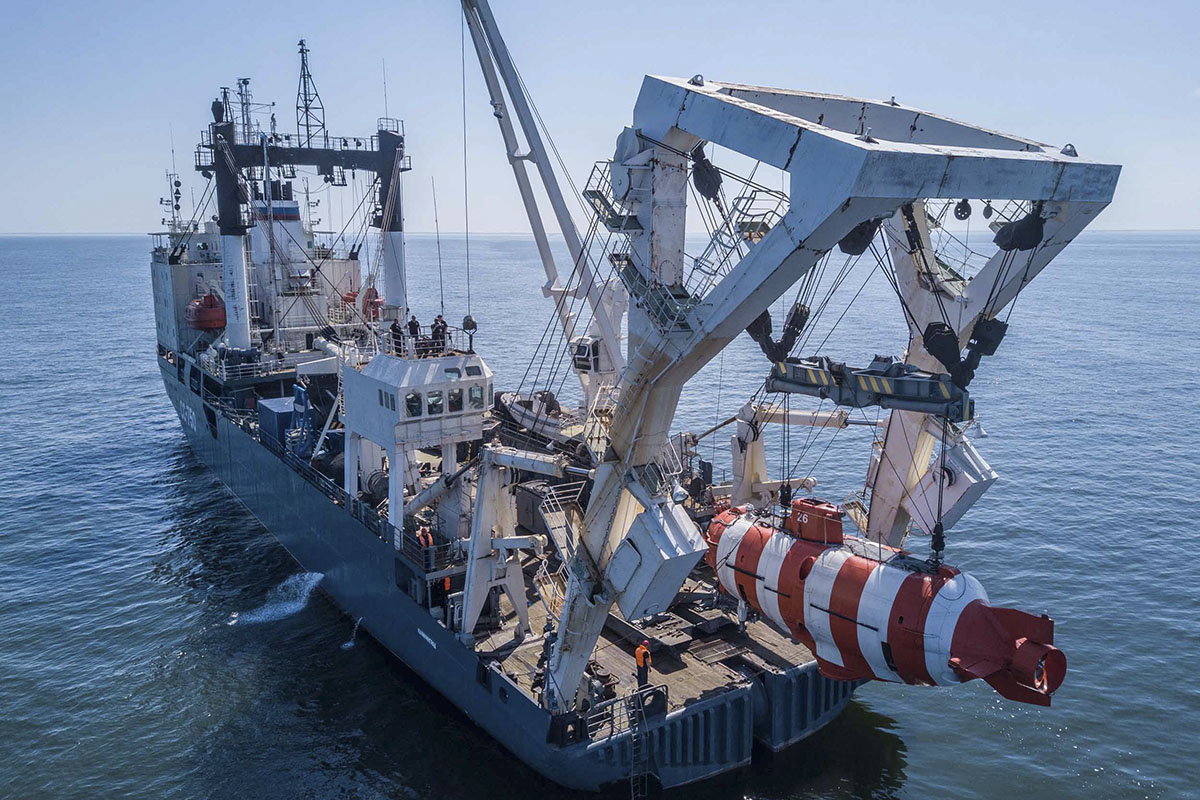
Das russische Spezialschiff SS 750 mit einem Mini-U-Boot

Laut dem britischen Militärgeheimdienst haben russische Soldaten vor dem Hintergrund einer anberaumten ukrainischen Gegenoffensive auf den Dächern der Reaktorblöcke des Kernkraftwerks Saporischschja Sandsackstellungen gebaut.
Das dänische Verteidigungskommando gab bekannt, dass ein dänisches Patrouillenboot wenige Tage vor dem Anschlag auf die Nord-Stream-Pipelines im September 2022 ein russisches Spezialschiff mit dem Namen SS 750 in der Nähe des Detonationspunkts gesichtet und fotografiert hat.

## 28. April

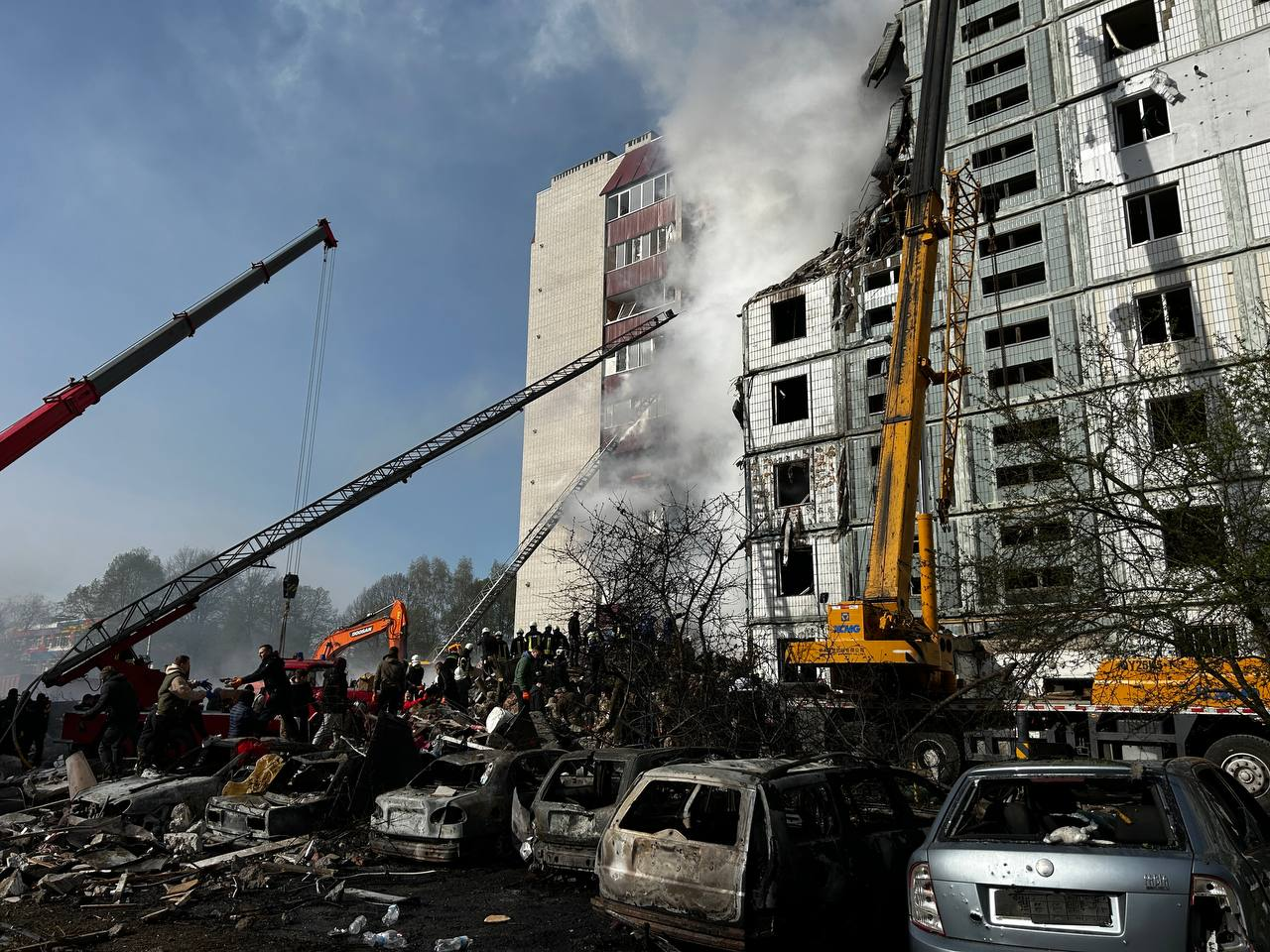
Von russischer Rakete getroffenes Wohngebäude in Uman

In der Nacht zum 28. April griff Russland zivile Infrastruktur in drei ukrainischen Städten mit Drohnen und Marschflugkörpern an. Von 23 abgefeuerten Marschflugkörpern konnte die ukrainische Flugabwehr 21 abschießen, davon elf in der Nähe von Kiew, das zum ersten Mal seit 51 Tagen wieder angegriffen wurde. In Dnipro starben durch den Beschuss zwei Menschen. Am schwersten wurde die Stadt Uman getroffen. Dort wurden zehn Wohngebäude beschädigt. Durch die Angriffe wurden insgesamt mindestens 25 Menschen getötet. Dem britischen Militärnachrichtendienst zufolge war die russische Angriffswelle auf verschiedene Ziele in der Ukraine eigentlich nicht auf die Zerstörung von Infrastruktur ausgerichtet, sondern auf die Zerstörung von Nachschub und Versorgungsgütern, die die Ukraine erhalten hat.
Der russische Staatspräsident Wladimir Putin unterzeichnete ein Dekret, das verlangt, dass alle Bewohner der im Jahr 2022 annektierten ukrainischen Gebiete bis zum 1. Juli 2024 die russische Staatsbürgerschaft besitzen oder diese beantragt haben. Ausländer sowie Personen, die eine „Bedrohung für nationale Sicherheit“ darstellen, werden laut dem Dekret ab dem 1. Juli 2024 aus den annektierten Gebieten ausgewiesen. Die russische Justiz hat mit einem Gerichtsurteil die Auflösung des SOWA-Zentrums angeordnet.

## 29. April
Auf der russisch besetzten Krim ereignete sich bei Sewastopol eine Explosion in einem Treibstofflager, die nach Angaben der russischen Behörden durch mindestens eine mit Sprengstoff bestückte Drohne verursacht wurde. Der ukrainische Militärgeheimdienst erklärte, dass das Depot zur Versorgung der russischen Schwarzmeerflotte diene und dort zehn Öltanks mit einem Fassungsvermögen von insgesamt etwa 40.000 Tonnen zerstört worden seien. Die Verantwortung für den Vorfall wurde von der Ukraine weder übernommen noch abgestritten.
Der Chef der russischen Söldnerorganisation Gruppe Wagner, Jewgeni Prigoschin, beklagte, dass Verluste unter seinen Söldnern wegen fehlender Artilleriemunition fünfmal höher als sonst ausfielen, und kündigte einen Abzug seiner Truppen aus der umkämpften Stadt Bachmut an, falls die russischen Streitkräfte ihm keine Munition lieferten. Prigoschin zufolge verfügten seine Truppen nur noch für einige Tage über ausreichend Munition. Für den Kampf um Bachmut sind laut Prigoschin allein etwa 300 Tonnen Artilleriegranaten pro Tag nötig, das Unternehmen Wagner erhalte aber nur ein Drittel dieser Menge.
Bezüglich der Schlacht um Bachmut behauptete ein Sprecher der ukrainischen Streitkräfte, dass die Versorgung der eigenen Soldaten gesichert sei, da Ingenieure neue Wege in die Stadt verlegt hätten. Nach Angaben des ukrainischen Generalstabs wurden im Monat April bis zum 25. April täglich durchschnittlich 568 russische Soldaten verwundet oder getötet. Im Vormonat, März 2023, hätten die täglichen russischen Verluste angeblich im Durchschnitt bei 776 verletzten oder getöteten Soldaten gelegen. Nach Schätzung von US-Geheimdiensten sind auf russischer Seite seit Dezember mehr als 20.000 Kämpfer getötet worden. Bei etwa der Hälfte von ihnen handle es sich um Angehörige der Gruppe Wagner. Die meisten der getöteten Gruppe-Wagner-Kämpfer seien russische Strafgefangene gewesen, die ohne ausreichende Gefechtsausbildung an die Front geschickt worden seien.

## 30. April
In Kramatorsk wurde russischen Angaben zufolge ein ukrainisches Munitionsdepot mit 200 Tonnen Munition zerstört. Bis Ende April waren der Ukraine von 130 zugesagten Kampfpanzern westlicher Bauart lediglich 70 geliefert worden. Auch fehle es den ukrainischen Streitkräften an ausreichend Artilleriemunition.

## 1. Mai
Nach Angaben des Befehlshabers der ukrainischen Landstreitkräfte, Oleksandr Syrskyj, haben sich russische Truppen aufgrund ukrainischer Angriffe von einigen Positionen in der Stadt Bachmut zurückgezogen.
In der russischen Oblast Brjansk ist nahe der Grenze der Ukraine nach russischen Behördenangaben ein mit Öl- und Holzprodukten beladener Güterzug nach einer Schienensprengung entgleist.
In der Nacht auf den 1. Mai ereigneten sich nach ukrainischen Angaben in mehreren Landesteilen Explosionen aufgrund russischen Beschusses. Explosionen, Beschädigungen, Stromausfälle und Tote oder Verletzte wurden aus den Oblasten Kiew, Sumy, Cherson und Dnipropetrowsk gemeldet. In der Stadt Pawlohrad seien ein Industrieobjekt, 25 mehrstöckige Gebäude, 19 Einfamilienhäuser, fünf Geschäfte und sechs Schul- und Kindergartengebäude beschädigt worden. Auch seien 40 Gebäude in einem Dorf in der Oblast Dnipropetrowsk durch russischen Beschuss beschädigt worden. Nach ukrainischen Behördenangaben wurden durch die Angriffe mindestens 34 Menschen verletzt und eine Person getötet.
Russland hat laut dem britischen Militärgeheimdienst vor dem Hintergrund einer erwarteten ukrainischen Offensive entlang der nördlichen Grenze der Halbinsel Krim Stellungen gebaut. Auch sind laut dem Militärgeheimdienst, der sich bei diesen Angaben auf Satellitenbilder beruft, auf russischem Staatsgebiet (hinter der russisch-ukrainischen Grenze) in den Oblasten Belgorod und Kursk hunderte Kilometer Schützengräben ausgehoben worden.

## 2. Mai

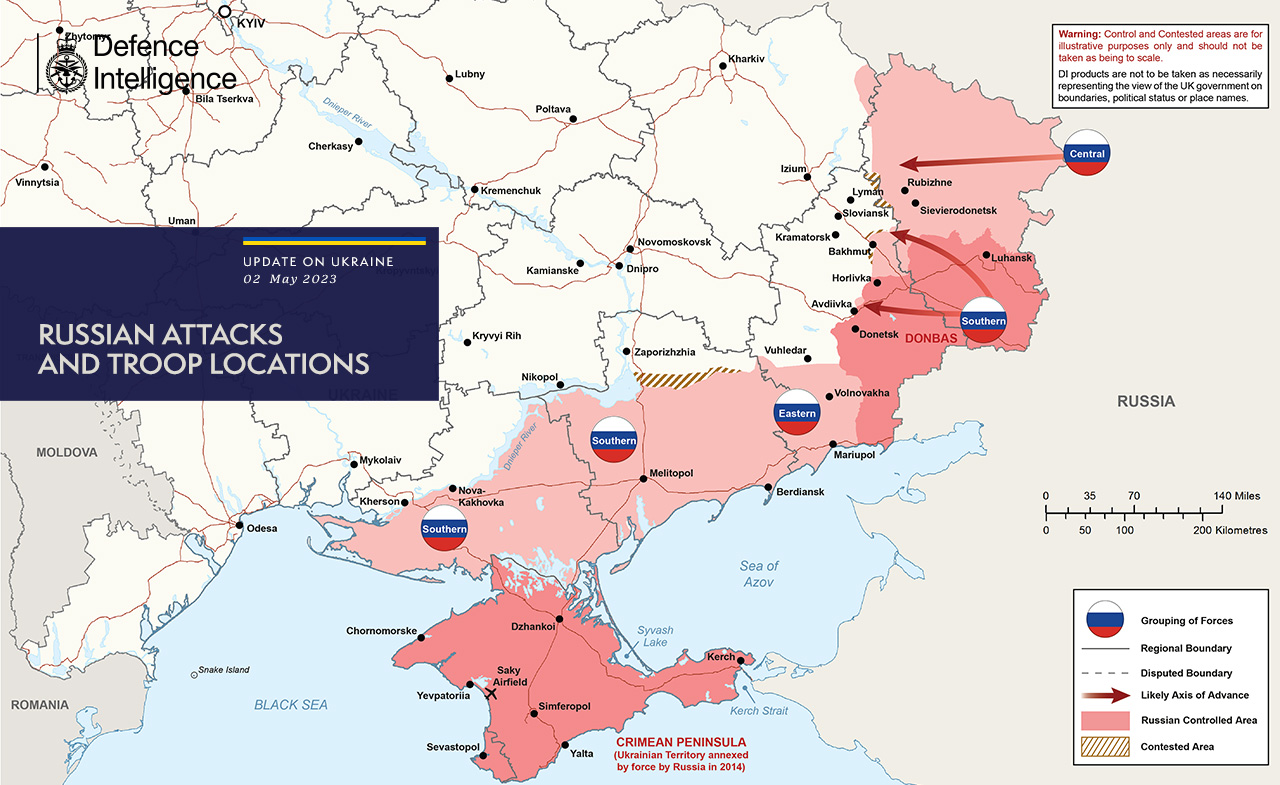
Lagebild des britischen Verteidigungsministeriums vom 2. Mai 2023

Nach Angaben des britischen Militärgeheimdienstes schafft es die russische Waffenindustrie bisher nicht, der hohen Nachfrage des russischen Militärs nach Munition nachzukommen, weshalb es dem russischen Militär nicht gelinge, Offensiven erfolgreich durchzuführen. Dem russischen Verteidigungsminister Sergei Schoigu zufolge wurden Maßnahmen eingeleitet, um die Waffenproduktion hochzufahren. Die russische Armee verfügt laut Schoigu über genügend Waffen für den Einsatz in der Ukraine für 2023. Jedoch rief Schoigu die russische Waffenindustrie dazu auf, schnellstmöglich die Produktion von Hochpräzisionsraketen zu verdoppeln.
Laut Schoigu haben die ukrainischen Streitkräfte im April 2023 „mehr als 15.000 Mann verloren“. Ob dabei auch kampfuntaugliche Verwundete miteinbezogen wurden oder ausschließlich Gefallene gemeint sind, geht aus Schoigus Angaben nicht hervor. Im gleichen Zeitraum sei es den russischen Streitkräften gelungen, acht feindliche Flugzeuge, 277 Drohnen und 430 Panzer und gepanzerte Fahrzeuge sowie 225 Artilleriegeschütze zu zerstören. Nach eigenen offiziellen Angaben hat das russische Militär von Kriegsbeginn bis Anfang Mai 2023 insgesamt 413 ukrainische Flugzeuge abgeschossen. Die Ukraine hatte Medien zufolge jedoch nur 124 Kampf- und Trainingsflugzeuge sowie 63 Transportflugzeuge zu Kriegsbeginn zur Verfügung und seitdem nicht annähernd so viele Kampfflugzeuge von anderen Staaten erhalten, wie Russland angibt, abgeschossen zu haben.
Das ukrainische Parlament hat das Kriegsrecht um 90 Tage verlängert. In der russischen Oblast Brjansk ist nahe der Grenze zur Ukraine laut russischen Angaben erneut ein Güterzug nach einer Explosion entgleist.

## 3. Mai
In der Oblast Cherson wurden im Verlauf des Tages nach Angaben der ukrainischen Staatsanwaltschaft mindestens 21 Zivilisten durch russische Luftangriffe getötet. 48 weitere Menschen seien verletzt worden. Zwölf der Opfer seien in der Stadt Cherson getötet worden. Den Behörden zufolge trafen dort zwei Angriffe einen Supermarkt und den Bahnhof der Stadt. Bereits in der Nacht zuvor hat das russische Militär ukrainischen Behördenangaben zufolge mehrere Regionen der Ukraine mit iranischen Shahed-Drohnen angegriffen. Laut dem ukrainischen Generalstab hatte Russland in der Nacht aus der russischen Oblast Brjansk und vom Ostufer des Asowschen Meeres aus insgesamt 26 Drohnen gestartet. Davon seien 21 abgeschossen worden. So seien bei der Hauptstadt Kiew alle feindlichen Drohnen abgeschossen worden. In der Oblast Dnipropetrowsk seien sieben Drohnen abgeschossen worden. Von russischen Luftangriffen betroffen waren nach Angaben der jeweiligen Regionalverwaltungen die Oblast Kirowohrad, wo sich nahe der Gebietshauptstadt Kropywnyzkyj Einschläge bei einem Öllager ereignet haben sollen, und die Oblast Mykolajiw, in der eine Drohne ein privates Wohnhaus getroffen habe.
In derselben Nacht kam es zu einem Angriff auf den Kreml; es geriet ein Gebäudedach in Brand, nachdem dort zwei vermeintliche Drohnen abgeschossen worden waren, deren Trümmer auf das Gelände stürzten. Das russische Präsidialamt behauptete, es handele sich um einen ukrainischen Attentatsversuch auf Wladimir Putin, der sich jedoch nicht im Kreml befand; die Ukraine hingegen stritt jede Täterschaft ab. Der frühere russische Präsident Dmitri Medwedew forderte als Reaktion die Tötung Selenskyjs. Ebenfalls ist nachts nach russischen Angaben ein Feuer bei einem Treibstofflager bei dem nahe der Straße von Kertsch gelegenen Dorf Wolna (im Rajon Temrjuk, Region Krasnodar) ausgebrochen, das durch eine Drohne verursacht worden sei. Bei Wolna liegt ein großes Umschlagterminal für Öl und Ölprodukte.
Die russische Besatzungsverwaltung auf der Halbinsel Krim behauptete, die russische Flugabwehr habe dort im Verlauf des Tages zwei Drohnen abgeschossen.
Vertreter aller EU-Staaten billigten einen Beschluss, über den bis Mitte 2025 bis zu eine Milliarde Euro für die Produktion von Artilleriegeschossen und Raketen in der EU bereitgestellt werden soll. Teilweise sollen damit eigene Waffenlager aufgefüllt werden, teilweise soll die Ukraine Munition erhalten. Insgesamt erhöht sich die militärische Unterstützung der EU für die Ukraine dadurch auf 5,6 Milliarden Euro.

## 4. Mai
Bei der russischen Siedlung Ilski, nahe der Halbinsel Krim, ist nach russischen Berichten ein weiteres Tanklager durch einen Drohnenangriff in Brand geraten.
Das ukrainische Militär meldete am Morgen 24 russische Kamikaze-Drohnenangriffe; davon hat die ukrainische Flugabwehr nach eigenen Angaben 18 abgefangen. 15 der Drohnen waren auf die Stadt Odessa gerichtet. Auch die Hauptstadt Kiew sei Ziel von Drohnen geworden. Am Abend schoss das ukrainische Militär eine eigene Drohne über Kiew ab, weil sie eine Fehlfunktion gehabt habe. Die ukrainische Militärführung meldete rund 50 russische Angriffe bei Bachmut, Limansk und Marjinka.

## 5. Mai
Der Chef der russischen Gruppe Wagner, Jewgeni Prigoschin, kündigte an, seine Truppe am 10. Mai wegen Munitionsmangels aus der Schlacht um Bachmut abzuziehen. Zuvor hatte Prigoschin in einem Video, vor aufgereihten Leichen seiner gefallenen Söldner stehend, die Führung der russischen Streitkräfte verbal attackiert, weil seine Truppe angeblich wegen eines Munitionsmangels hohe Verluste verzeichnet. Das ukrainische Militär bemerkt eigenen Angaben zufolge dagegen keinen Munitionsmangel: So habe der Kriegsgegner in Bachmut und Umgebung allein am 5. Mai 520-mal mit Artillerie unterschiedlichen Typs geschossen.
Die russische Besatzungsverwaltung in der Oblast Saporischschja hat angekündigt, die Zivilbevölkerung von 18 Orten aus Frontgebieten zu „evakuieren“, weil die Ukraine den Beschuss intensiviert haben soll.
Das ukrainische Militär soll eine auf Kiew zufliegende Kh-47-Kinschal-Hyperschallrakete mit einem Patriot-Flugabwehrraketensystem abgefangen haben. Nach US-Informationen zielte jene russische Hyperschallrakete darauf ab, das Patriot-Raketensystem zu zerstören. Der ukrainische Generalstab erklärte, am 5. Mai seien 30 russische Angriffe bei Bachmut und Marjinka abgewehrt worden.
Der ranghöchste Militär der Bundeswehr, Generalinspekteur Carsten Breuer, reiste zu Gesprächen in die Ukraine. Unter anderem im Rahmen der EUMAM Ukraine wurden in Deutschland bis Anfang Mai 2023 rund 3000 ukrainische Soldaten an westlichen Waffensystemen ausgebildet; bis zum Jahresende 2023 sollen es 9000 sein.

## 6. Mai
Der russische Imperialismus- und Kriegsbefürworter sowie ehemalige Bataillonskommandeur Sachar Prilepin wurde laut der russischen Nachrichtenagentur TASS in Nischni Nowgorod bei einem Autobombenanschlag verletzt; sein Fahrer kam ums Leben.
Der Chef der russischen Wagner-Söldnergruppe Prigoschin forderte den russischen Verteidigungsminister Schoigu auf, bis zum 10. Mai um Mitternacht einen Befehl für die Übergabe der Wagner-Stellungen in und um Bachmut an die tschetschenischen Einheiten des „Achmat“-Bataillons von Ramsan Achmatowitsch Kadyrow zu erteilen. Kadyrow hatte zuvor ein entsprechendes Angebot gemacht und darauf hingewiesen, dass seine Privatarmee bereits zuvor an anderen Kriegsschauplätzen an der Seite der Wagner-Truppen gekämpft habe.
Das russische Militär vermeldete, zwei ukrainische Kurzstreckenraketen Hrim-2 über der besetzten Krim abgeschossen zu haben.
Nach Angaben des ukrainischen Verteidigungsministers hielten sich Stand Anfang Mai 2023 mindestens 300.000 russische Soldaten auf ukrainischem Staatsgebiet auf. Darunter sind nach Angaben des ukrainischen Militärgeheimdienstes zwischen 7.000 und 10.000 Angehörige der Gruppe Wagner.

## 7. Mai
Laut Analyse des Chefs des ukrainischen Militärgeheimdienstes, Kyrylo Budanow, hat Russland „weder militärisch noch wirtschaftlich oder politisch das Potenzial, um einen weiteren Versuch einer ernsthaften Offensive irgendwo in der Ukraine zu starten“. Jedoch ist Russland laut Budanow in der Lage, die „Verteidigung“ der besetzten, annektierten ukrainischen Gebiete zu organisieren. Wagner-Chef Prigoschin gab bekannt, seine Söldnertruppen entgegen vorherigen Ankündigungen nicht aus Bachmut abzuziehen, weil er Zusagen aus Moskau erhalten habe, dass seine Truppen die geforderten Munitionsmengen und Waffen bekommen. Der russische Inlandsgeheimdienst FSB erklärte, einen ukrainischen Angriff auf einen Militärflugplatz in Zentralrussland vereitelt zu haben. Die russischen Streitkräfte haben dem russischen Verteidigungsministerium zufolge 22 ukrainische Drohnen über dem Schwarzen Meer entdeckt und zerstört. Infrastruktur (Gaspipeline, Stromleitungen) in der russischen Oblast Belgorod ist nach Angaben des für jene Oblast zuständigen Gouverneurs durch ukrainischen Beschuss beschädigt worden. Bei der Halbinsel Krim sind nach Angaben der russischen Besatzungsverwaltung mehr als zehn ukrainische Drohnen geortet und unschädlich gemacht worden. In der Stadt Nikopol wurde laut ukrainischen Angaben eine Zivilistin durch russische Granaten getötet und weitere Personen verletzt. Die am 5. Mai von Russland angekündigte „Evakuierung“ der Zivilbevölkerung aus 18 Siedlungen in der Oblast Saporischschja begann. Davon betroffen ist unter anderem die Stadtbevölkerung von Enerhodar. Laut dem britischen Militärnachrichtendienst sind bis zu 1,3 Millionen Menschen im Jahr 2022 aus Russland ausgewandert.

## 8. Mai
Der ukrainische Generalstab meldete getötete Zivilisten durch russischen Raketenbeschuss unter anderem auf die Städte Charkiw, Cherson und Mykolajiw sowie auf die Oblast Odessa. Durch die Angriffe wurde laut dem ukrainischen Netzbetreiber Ukrenergo die Energieinfrastruktur in den Bezirken Donezk, Charkiw, Cherson, Sumy und Tschernihiw beschädigt. Auch die Hauptstadt Kiew war laut Bürgermeister Vitali Klitschko Ziel von Luftangriffen, durch die Bewohner verletzt wurden. Ein ukrainischer Militärsprecher erklärte, dass die Probleme der gegnerischen Söldnertruppe Wagner in hohen Verlusten und mangelndem Personalnachschub lägen, und wies die Behauptung des Wagner-Chefs Prigoschin, dass Munition fehle, zurück.
Der britische Militärgeheimdienst meldete, Russland wolle 400.000 Freiwillige für den Krieg in der Ukraine finden und versuche Einwanderer aus Zentralasien bei Immigrationsstellen und Moscheen zu rekrutieren. Angeboten werden 2165 Euro im Voraus, ein Monatssold von bis zu 3770 Euro sowie der Erhalt der russischen Staatsbürgerschaft innerhalb eines Jahres. Russland wolle so Zwangsmobilisierungen vermeiden.

## 9. Mai
In der Nacht wurden nach ukrainischen Angaben 25 russische Raketen auf die Ukraine abgeschossen, von denen 23 abgewehrt werden konnten. Ein AFP-Journalist wurde bei einem Raketenangriff nahe Bachmut getötet. Das russische Verteidigungsministerium erklärte, durch die nächtlichen Raketenangriffe den Nachschub des ukrainischen Militärs erfolgreich bekämpft zu haben.
Laut ukrainischen Angaben setzten die russische Streitkräfte seit April 2023 auch zu Gleitbomben umfunktionierte FAB-500-Luftbomben in Front- und Küstengebieten ein.
Der Chef der russischen Söldnertruppe Wagner hatte eigenen Angaben zufolge eine mit einem Kampfbefehl verknüpfte Warnung erhalten, dass das Verlassen ihrer Stellungen bei Bachmut als Landesverrat gewertet werden würde. Jewgeni Prigoschin hielt wiederum den russischen Streitkräften vor, Positionen fluchtartig verlassen und damit die Front ungesichert zurückgelassen zu haben. Außerdem beklagte er, Wagner habe „nur zehn Prozent“ der versprochenen Munition erhalten. Vor diesem Hintergrund drohte er, seine Söldnerorganisation könnte sich aus dem Raum Bachmut zurückziehen.

## 10. Mai
Ukraines Präsident Wolodymyr Selenskyj erklärte, dass eine Großoffensive noch nicht erfolge, da noch nicht alle versprochenen militärischen Güter geliefert worden seien; so warte man noch auf gepanzerte Fahrzeuge. Ohne diese würde eine Offensive viele Menschenleben kosten. Söldnerchef Jewgeni Prigoschin erwiderte, dass die Gegenoffensive bereits in vollem Gange sei und dass die ukrainischen Streitkräfte an den Flanken Bachmuts angriffen. Vor diesem Hintergrund warnte Prigoschin vor einer Einkreisung seiner Truppen dort. Das ukrainische Militär bestätigte, dass die 72. motorisierte Schützenbrigade der russischen Armee in der Schlacht um Bachmut ihre Stellungen am südwestlichen Stadtrand aufgegeben habe. US-Außenminister Antony Blinken erklärte, dass die Ukraine die Ressourcen habe, um alle besetzten Gebiete zurückzuerobern.
Die Gouverneure der russischen Oblaste Kursk und Woronesch vermeldeten, dass ukrainische Drohnen abgeschossen worden seien. Nach Angaben des ukrainischen Generalstabs hätten russische Besatzer alle medizinischen Einrichtungen in Enerhodar geplündert.

## 11. Mai
Das russische Verteidigungsministerium behauptete, dass eigene Luftlandetruppen entlang einer 100 Kilometer breiten Front bei Soledar insgesamt 26 Offensivversuche des ukrainischen Militärs, bei denen über 1000 ukrainische Soldaten und bis zu 40 Panzer eingesetzt wurden, größtenteils abgewehrt haben. Weiter wurde behauptet, Luftlandetruppen hätten bei Bachmut 230 ukrainische Soldaten getötet.
Nach Angaben des ukrainischen Generalstabs wurden im Ostabschnitt der Fronten, bei Bachmut, Marjinka, Awdijiwka und Lyman rund 30 russische Angriffe gezählt. Im besetzten Teil der Oblast Saporischschja haben die russischen Besatzungsbehörden nach eigenen Angaben über 12.000 Menschen aus frontnahen Gebieten „evakuiert“.
Russlands Regierungssprecher Dmitri Peskow erklärte, dass die militärischen Operationsziele teilweise erreicht worden seien.
Nach Angaben des britischen Militärnachrichtendienstes haben die russischen Streitkräfte im April bis zu 10.000 Häftlinge für den Militäreinsatz rekrutiert.
Das britische Verteidigungsministerium bestätigte, dass es der Ukraine eine unbenannte Anzahl von Langstrecken-Marschflugkörpern des Typs Storm Shadow liefert. Die USA hatten es abgelehnt, Raketen und Marschflugkörper mit großer Reichweite zu liefern.

## 12. Mai
Laut dem russischen Verteidigungsministerium ist ein russischer Helikopter des Typs Mil Mi-28 auf der Krim abgestürzt. Der Sprecher des Russischen Verteidigungsministers räumte ein, die russischen Streitkräfte hätten sich bei Bachmut für eine „bessere Verteidigungsfähigkeit“ zurückgezogen.
Der deutsche Rüstungskonzern Rheinmetall gründete zusammen mit dem ukrainischen staatseigenen Unternehmen Ukroboronprom ein Werk zur Instandhaltung und zum Bau von Kampfpanzern.

## 13. Mai
Russische Medien berichteten mit Videos über den Abschuss einer Formation russischer Kampfflugzeuge und Hubschrauber in der russischen Oblast Brjansk: eines Su-34-Jagdbombers, eines Su-35-Jägers und zweier Mi-8-Hubschrauber. Die Suchoi-Flugzeuge sollten einen Raketen- und Bombenangriff auf Ziele in der benachbarten ukrainischen Oblast Tschernihiw starten, die Hubschrauber als Sicherheitsnetz im Absturzfall eskortieren. Die insgesamt neun Besatzungsmitglieder kamen ums Leben. Von Moskau gab es keine Verlautbarung zu den innerhalb einer Stunde erfolgten vier Abschüssen. Es kursieren Mutmaßungen über Eigenbeschuss durch die russische Flugabwehr, Angriffe durch ukrainische Luft-Luft-Raketen oder durch ein von der Ukraine in Grenznähe gebrachtes Flugabwehrsystem.
Das ukrainische Militär hat eigenen Angaben zufolge über Nacht 17 von 21 von Russland gestarteten Drohnen abgeschossen. Durch die anderen vier Drohnen wurde in der Oblast Chmelnyzkyj bei gewaltigen Explosionen laut dem dortigen Gouverneur kritische Infrastruktur (laut russischer Quellen ein Munitionsdepot) getroffen. Das russische Verteidigungsministerium beschuldigt die Ukraine, durch einen angeblichen Einsatz der Marschflugkörper Storm Shadow auf eine Chemiefabrik in der Oblasthauptstadt Luhansk mehrere Wohngebäude zerstört und Menschen verletzt zu haben.
Das Bundesverteidigungsministerium teilte mit, der Ukraine weitere Rüstungsgüter im Wert von 2,7 Milliarden Euro liefern zu wollen. So sollen 20 Marder-Schützenpanzer, 30 Leopard-1-Panzer und vier Flugabwehrsysteme Iris-T-SLM bereitgestellt werden. Seit Kriegsbeginn hatte die Bundesregierung bereits Lieferungen im Wert von 2,7 Mrd. Euro genehmigt, womit sich die deutsche Waffenhilfe für die Ukraine etwa verdoppeln würde. Der deutsche Rüstungskonzern Rheinmetall gründete ein Joint Venture mit dem ukrainischen Staats- und Rüstungskonzern Ukroboronprom, um in der Ukraine Panzer zu reparieren und zu bauen. Außerdem kündigte Rheinmetall weitere Gemeinschaftsfirmen mit Ukroboronprom für die Bereiche Munition und Luftverteidigung an.
Die südafrikanische Regierung erklärte, dass sie eine neutrale und blockfreie Haltung gegenüber dem russisch-ukrainischen Krieg einnehme, nachdem der US-Botschafter Reuben Brigety Südafrika beschuldigt hatte, im Dezember 2022 ein sanktioniertes russisches Schiff mit Waffen beladen zu haben, was eine diplomatische Krise zwischen den USA und Südafrika auslöste.

## 14. Mai
Die ukrainischen Luftstreitkräfte haben eigenen Angaben zufolge in den Morgenstunden 25 russische Drohnen und drei russische Marschflugkörper abgeschossen. Die ukrainischen Städte Ternopil und Petropapliwka wurden am selben Tag durch russische Luftangriffe getroffen, wobei Menschen verletzt wurden.
Nach Angaben der ukrainischen Vizeverteidigungsministerin Hanna Maljar haben ukrainische Truppen ein bei der ca. 2 Kilometer südwestlich von Bachmut gelegenen Ortschaft Iwaniwske liegendes Waldgebiet unter ihre Kontrolle gebracht.
Die von russischen Truppen kontrollierte Großstadt Donezk ist nach russischen Angaben unter schweren Artilleriebeschuss durch die ukrainischen Streitkräfte geraten.

## 15. Mai
Durch einen russischen Raketenangriff auf ein Krankenhaus in der Stadt Awdijiwka sind nach Angaben des dortigen Gouverneurs vier Menschen getötet worden.
Nach Angaben der US-amerikanischen Regierung hat der Iran von August 2022 bis Mai 2023 mehr als 400 Kampfdrohnen an Russland geliefert. Die meisten davon habe Russland bereits eingesetzt.
Laut geleakten mutmaßlichen US-amerikanischen Geheimdienstberichten hat der Chef der russischen Söldnergruppe Wagner, Jewgeni Prigoschin, dem ukrainischen Geheimdienst Ende Januar 2023 angeboten, Positionen russischer Truppen mitzuteilen, und im Gegenzug dafür verlangt, dass sich die ukrainischen Truppen aus der Stadt Bachmut, wo Prigoschins Söldner hauptsächlich kämpfen, zurückziehen. Prigoschin wies diesen Bericht als „Unsinn“ zurück.
Die von Rishi Sunak angeführte britische Regierung kündigte neben weiteren Rüstungslieferungen (darunter hunderte Kampfdrohnen für weite Distanzen) an die Ukraine an, ab Sommer 2023 ukrainische Piloten an Kampfjets westlicher Bauart auszubilden.

## 16. Mai
In der Nacht auf den 16. Mai führte Russland einen Sättigungsangriff auf die Flugabwehr Kiews mit zahlreichen innerhalb kurzer Zeit eintreffenden Flugkörpern durch. Nach Angaben des Oberbefehlshabers der ukrainischen Streitkräfte Walerij Saluschnyj sind bei diesem achten Angriff innerhalb der ersten sechzehn Tage des Mai 2023 alle sechs Hyperschall-Luft-Boden-Raketen des Typs Kinschal, neun Marschflugkörper vom Typ Kalibr, die von Kriegsschiffen im Schwarzen Meer gestartet worden seien, drei Boden-Boden-Raketen des Typs Iskander sowie sechs Schahed-Drohnen und drei Aufklärungsdrohnen zerstört worden. Das russische Militär meldete dagegen, in Kiew mit einer Kinschal ein Patriot-Flugabwehrsystem zerstört zu haben, außerdem hätten die Angriffe ukrainische Kampfeinheiten und Munitionslager zum Ziel gehabt. Ein US-Beamter bezeichnete das Patriot-System als „wahrscheinlich beschädigt, aber nicht zerstört“. Drei Tage später erklärte das US-Verteidigungsministerium das Patriot-Flugabwehrsystem als wieder instand gesetzt.
Der britische Militärnachrichtendienst vermeldete, dass ukrainische Truppen in den vorherigen vier Tagen ihre wichtigste Nachschubroute zur Stadt Bachmut sichern und im Südwesten und Nordwesten der Stadt Geländegewinne erzielten konnten. Westlich der Stadt seien die ukrainischen Stellungen bei Tschassiw Jar durch den Siwerskyj-Donez-Donbas-Kanal als natürliches Hindernis zusätzlich gegen ein weiteres russisches Vordringen gesichert. In der Stadtmitte gelinge es russischen Truppen der Gruppe Wagner jedoch, nach und nach Stellungen der Ukrainer zu erobern.
Nach Angaben des ukrainischen Militärgeheimdienstes befinden sich Stand Mitte Mai 2023 etwa 400.000 russische Soldaten und Söldner auf ukrainischem Staatsgebiet, davon seien 370.000 Soldaten, 20.000 Mitglieder der russischen Nationalgarde und ca. 7000 Angehörige von Sicherheits- und Militärunternehmen bzw. Söldner. Außerdem ist dem ukrainischen Generalstab zufolge die Anzahl der gefallenen russischen Kriegsteilnehmer auf über 200.000 angestiegen.

## 17. Mai
Laut ukrainischen Staatsmedien sind durch russischen Beschuss auf die Kleinstadt Seleniwka in der Oblast Cherson drei Zivilisten getötet und zwei weitere schwer verletzt worden. Unter den Opfern sei ein fünfjähriger Junge. Die russische Nachrichtenagentur TASS berichtete unter Berufung auf örtliche Behörden, im Osten der Ukraine seien fünf Menschen im russisch kontrollierten Donbas durch Beschuss durch ukrainische Streitkräfte gestorben.
Ukrainische Blogger, die beim Angriff auf Kiew in der Nacht zuvor unerlaubte Fotos und Videos der ukrainischen Luftverteidigung auf sozialen Medien veröffentlicht hatten und damit Russland Informationen über Standort und Besonderheiten geben konnten, leisteten auf der Seite des ukrainischen Geheimdienstes SBU öffentlich Abbitte.
In einem offenen Brief protestierten Kollegen der drei russischen Physiker Alexander Schipljuk, Anatoli Maslow und Waleri Sweginzew gegen deren vor ein bis 10 Monaten erfolgten Verhaftung. Alle drei gelten als Experten für Hyperschallwaffen – zu denen die Kinschal-Rakete gehört – und arbeiteten am Christianowitsch-Institut für Theoretische und Angewandte Mechanik in Nowosibirsk. Der Kreml wirft ihnen Hochverrat vor.
Die Volksrepublik China hat mit dem Ex-Botschafter und ehemaligen Vize-Außenminister Li Hui einen Sondergesandten in die Ukraine geschickt. Als Ziel wurde genannt, dass er dort und in Russland, Deutschland, Frankreich und Polen Gespräche über eine politische Lösung des Krieges führen solle. Der Europarat hat die Einrichtung eines Registers zur Erfassung von Kriegsschäden in der Ukraine beschlossen. Die Ukraine wurde Mitglied der Cooperative Cyber Defence Centre of Excellence der NATO. Das Abkommen über den sicheren Transport von Getreide aus ukrainischen Häfen wurde kurz vor Ablauf der Laufzeit um zwei Monate verlängert. Belarus und Russland haben im Mai 2023 Kontrollen an ihrer gemeinsamen Grenze, die im Jahr 1995 abgeschafft worden waren, wieder eingeführt – laut Menschenrechtlern, um russische Kriegsdienstverweigerer an der Flucht nach Belarus zu hindern.

## 18. Mai
In der Nacht zum 18. Mai wurden erneut Kiew sowie die Oblast Winnyzja und Oblast Odessa mit Raketen angegriffen, von denen laut ukrainischem Militär alle abgeschossen werden konnten. In Kiew lösten die herabfallenden Trümmer abgefangener Flugkörper mehrere Brände aus. In der südukrainischen Stadt Odessa ist nach Angaben der Militärverwaltung ein Mensch bei einem russischen Raketenangriff getötet worden. Laut der ukrainischen Vize-Verteidigungsministerin Hanna Maljar hat das russische Militär die meisten seiner in der Ukraine befindlichen Reserven nach Bachmut verlegt. Laut Angaben der russischen Regionalverwaltung sind in der russischen Oblast Belgorod mindestens zwei Menschen durch ukrainischen Artilleriebeschuss getötet worden.

## 19. Mai
Die ukrainische Flugabwehr hat eigenen Angaben zufolge in den Morgenstunden des 19. Mai drei von sechs russischen Marschflugkörpern und 16 von 22 feindlichen Drohnen abgefangen. Durch die nicht abgefangenen Flugkörper wurden nach ukrainischen Regierungsangaben in der Stadt Krywyj Rih mehrere Gebäude getroffen, was Brände auslöste. Nach polnischen Regierungsangaben ist am 24. April 2023 ein Täuschkörper, eine russische Ch-555-Rakete ohne Sprengladung, auf polnischem Staatsgebiet (in einem Waldgebiet bei Bydgoszcz) niedergegangen.
Nach Angaben des ukrainischen Militärs und des ukrainischen Bürgermeisters von Melitopol ließen die russischen Streitkräfte Landschaften in dem Rajon Wassyliwka (etwa 35 km südlich der Stadt Saporischschja) und auf dem Gebiet des ehemaligen Rajon Jakymiwka (bei Melitopol) überfluten, um eine etwaige ukrainische Gegenoffensive in dem Gebiet zu erschweren.
Als siebte Nation nach dem Vereinigten Königreich, den Niederlanden, Dänemark, Frankreich, Belgien und Norwegen haben die USA bzw. deren Regierung ihre Bereitschaft erklärt, ukrainische Piloten an Kampfjets westlicher Bauart auszubilden. Die Ausbildung an F-16-Kampfjets soll laut US-Regierung in Europa und noch im Jahr 2023 stattfinden. Laut interner Einschätzung der US Air Force kann die Ausbildungszeit an F-16-Kampfjets von normalerweise 18 Monaten auf vier Monate verkürzt werden. Die Ukraine hat laut Berichten als erste Tranche um eine Stückzahl von etwa 30 Flugzeugen gebeten. Stand 19. Mai werden die F-16-Flugzeuge, die die Ukraine nach der Ausbildung erhalten soll, von europäischen Nationen kommen. Belgien, die Niederlande, Dänemark und Norwegen haben ihre Bereitschaft zum Ausdruck gebracht, der Ukraine F-16-Kampfflugzeuge zu übergeben.

## 20. Mai
Der Anführer der in der Schlacht um Bachmut kämpfenden russischen Söldnergruppe Wagner, Jewgeni Prigoschin, erklärte die Stadt für erobert. Das russische Verteidigungsministerium erklärte die Kämpfe als andauernd, ehe der russische Präsident zum angeblichen Sieg in der Schlacht gratulierte, der aber von der Ukraine dementiert wurde. Bei der Hauptstadt Kiew und Umgebung hat das ukrainische Militär eigenen Angaben zufolge alle 18 angreifenden Kamikaze-Drohnen vom Typ Shahed abgeschossen.
Papst Franziskus ernannte den italienischen Kardinal Matteo Maria Zuppi zum Sonder- und Friedensbeauftragten des Vatikans für den Krieg.

## 22. Mai
Die paramilitärischen Gruppen Legion Freiheit Russlands und das Russische Freiwilligenkorps (RDK) haben in der russischen Oblast Belgorod Positionen russischer Streitkräfte in grenznahen Dörfern angegriffen und dabei die Siedlung Kosinka unter ihre Kontrolle gebracht. Es seien keine Zivilisten verletzt worden. Gouverneur Wjatscheslaw Gladkow bezichtigte die ukrainischen Streitkräfte des Angriffs, was von ukrainischer Seite zurückgewiesen wurde. Laut Dmitri Peskow war keine Evakuierung der Bevölkerung geplant. Er sprach von einem Ablenkungsmanöver. Der Gouverneur der Oblast Belgorod verhängte einen Ausnahmezustand. Die Legion Freiheit Russlands teilte mit, sie wolle gemeinsam mit dem RDK eine „entmilitarisierte Zone entlang der Grenze“ schaffen.
Der Chef der russischen Söldnergruppe Wagner, Jewgeni Prigoschin, hatte angekündigt, seine Truppen zwischen dem 25. Mai und dem 1. Juni aus Bachmut abzuziehen und die Stadt den russischen Streitkräften zu übergeben. Seine Truppen hätten Verteidigungslinien in den westlichen Außenbezirken errichtet. Die ukrainische Armee erklärte hingegen die Kämpfe in Bachmut für nicht beendet; es gebe noch ukrainische Einheiten im südwestlichen Teil, die Gebäude und Stellungen hielten. Dem ukrainischen Generalstab zufolge sind Bachmut und Marjinka weiterhin das „Epizentrum der Kämpfe“. Das ukrainische Verteidigungsministerium gab zudem an, dass um Anhöhen nördlich und südlich von Bachmut weiter gekämpft werde.
Über der Oblast Dnipropetrowsk sind nach Angaben des Gouverneurs 15 russische Drohnen und vier Marschflugkörper abgefangen worden, jedoch seien durch Explosionen auch mehrere Menschen verletzt worden. Die ukrainischen Luftstreitkräfte teilten mit, einen russischen Suchoi Su-35-Kampfjet, vier Raketen und 20 Shahed-Kamikaze-Drohnen zerstört zu haben. Nach Angaben des ukrainischen Präsidenten hatte Russland in der Nacht insgesamt 25 russische Kampfdrohnen gegen die Ukraine gestartet, von denen alle abgefangen worden seien.

## 23. Mai
In der Nacht wurden Drohnenangriffe auf die russische Stadt Belgorod vermeldet. Jedoch hoben russische Behörden noch am selben Tag den tags zuvor ausgerufenen Alarmzustand auf. Das russische Verteidigungsministerium erklärte, 70 „ukrainische Terroristen, vier gepanzerte Kampffahrzeuge und fünf Pick-up-Trucks“ vernichtet und „Überreste der Nationalisten auf das Territorium der Ukraine zurückgedrängt“ zu haben. Das ukrainische Verteidigungsministerium wies die Verantwortung für die tags zuvor begonnenen Kämpfe in der Oblast Belgorod von sich und wies darauf hin, dass die paramilitärischen Gruppen Legion Freiheit Russlands und das Russische Freiwilligenkorps aus russischen Staatsbürgern bestünden.
Der russische Ex-Präsident Dmitri Medwedew drohte Unterstützerstaaten der Ukraine, je zerstörerischer die gelieferten Waffen seien, desto größer sei das Risiko einer „atomaren Apokalypse“.

## 24. Mai
Die russische Oblast Belgorod wurde laut der Regionalverwaltung in der Nacht mit einer „großen Zahl“ von Drohnen angegriffen. Das russische Verteidigungsministerium meldete, dass autonome Schnellboote das im Schwarzen Meer in der Nähe des Bosporus liegende russische Kriegsschiff Iwan Churs attackiert hätten und bei dem Versuch zerstört worden seien.

## 26. Mai

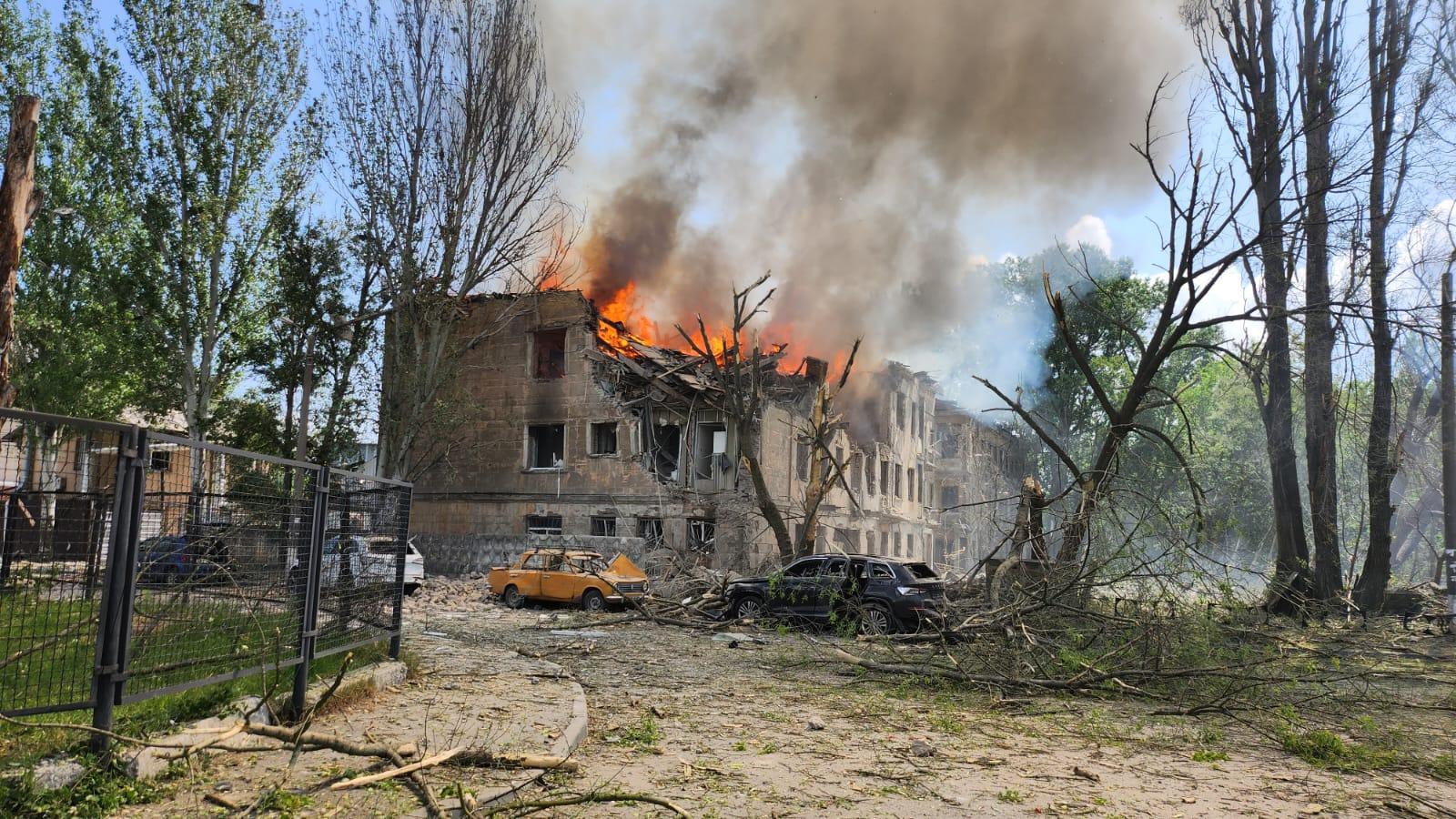
Brennendes Haus nach Drohnenangriff auf Dnipro

Die Zivil- und Militärverwaltung von Kiew vermeldete, dass die Hauptstadt das 13. Mal im Mai angegriffen wurde. Aus den ukrainischen Oblasten Charkiw und Dnipropetrowsk wurden ebenfalls russische Luftangriffe gemeldet. Laut der ukrainischen Luftwaffe feuerte Russland insgesamt 17 Raketen und 31 Shahed-Drohnen ab, wovon 10 Marschflugkörper, 23 Shahed-Drohnen sowie 2 Aufklärungsdrohnen abgefangen worden seien. Bei einem russischen Angriff auf eine medizinische Einrichtung in Dnipro wurden mindestens zwei Menschen getötet und 30 verletzt. In der Oblast Charkiw wurde nach ukrainischen Angaben ein Öllager getroffen. Das russische Verteidigungsministerium erklärte, ein Munitionslager zerstört zu haben.
In der russischen Stadt Krasnodar hat es nach Gouverneursangaben einen Kampfdrohnenangriff auf ein Bürogebäude und ein Wohnhaus gegeben. Der Gouverneur der russischen Oblast Belgorod vermeldete ukrainische Luftangriffe in seinem Gebiet.
Der russische Ex-Präsident und Mitglied des Sicherheitsrates Dmitri Medwedew erklärte Waffenstillstands- oder Friedensverhandlungen mit der Ukraine für „unmöglich“, solange diese von Präsident Wolodymyr Selenskyj und der Regierung von Denys Schmyhal geführt werde.

## 27. Mai
In Westrussland kam es laut Angaben regionaler Behörden zu Granatbeschuss, bei dem zwei Menschen ums Leben kamen. Ein weiterer Vorfall ereignete sich in Schebekino in der Oblast Belgorod, der andere in Kursk in der Oblast Kursk. Russland beschuldigte die Ukraine, die aber jegliche Beteiligung abstritt.
Nach Angaben von Kommersant wurde in der russischen Oblast Twer die Ölpipeline Druschba mit Drohnen angegriffen.

## 28. Mai
In der Nacht hatte Russland nach Angaben der ukrainischen Militärverwaltung einen Rekordangriff – gemessen an der Zahl der eingesetzten Drohnen – auf die Ukraine gestartet. Es sollen 52 von 54 Drohnen abgefangen worden sein, davon seien mehr als 40 über Kiew zerstört worden. Laut Militärgouverneur Serhij Popko war es der 14. Angriff auf die Hauptstadt seit Monatsanfang. Nach Angaben des Bürgermeisters Vitali Klitschko wurden zwei Personen getötet, mehrere verletzt. Die Drohnen beschädigten mehrere Gebäude. Aus der Oblast Charkiw wurden zwei Tote durch russische Angriffe gemeldet. Schäden wurden auch aus der Oblasthauptstadt Schytomyr gemeldet. Russischer Artilleriebeschuss wurde aus der Oblast Sumy und der Stadt Nikopol (Oblast Dnipropetrowsk) gemeldet.
Die russische Luftabwehr hat nach eigenen Angaben mehrere Drohnen abgefangen, die sich einer Ölraffinerie in Ilski in der russischen Region Krasnodar näherten.

## 29. Mai
In der Nacht zum 29. Mai startete Russland nach Angaben der ukrainischen Militärverwaltung 35 Drohnen und 40 Raketen gegen die Ukraine. Davon schossen die ukrainischen Streitkräfte 29 Drohnen und 37 Raketen ab. Nach ukrainischen Angaben wurden mindestens neun Personen in verschiedenen Städten durch die Angriffe verletzt, mindestens zwei Zivilisten in der Stadt Torezk getötet, der Hafen von Odessa beschädigt und ein militärisches Treibstoff- und Munitionslager in der Oblast Chmelnyzkyj getroffen. Am 31. Mai vermeldete das russische Militär, am 29. Mai das angeblich letzte ukrainische Kriegsschiff, das Landungsschiff Juri Olefirenko, im Hafen von Odessa zerstört zu haben.
In der russischen Oblast Belgorod sind nach Angaben des dortigen Gouverneurs mehrere Orte von ukrainischen Streitkräften beschossen worden. Dabei seien vier Zivilisten verletzt worden.

## 30. Mai
Ukrainischen Angaben zufolge wurde die Hauptstadt Kiew zum mindestens 16. Mal im Mai Ziel russischer Luftangriffe. Durch die Luftabwehr zerstörte Flugkörper trafen mindestens eine Person tödlich, verletzten mindestens eine weitere, verursachten Gebäudeschäden und führten zu einem Hausbrand. In Russland wurden vereitelte ukrainische Drohnenangriffe auf die Hauptstadt Moskau vermeldet. Die russischen Angaben zu angeblich von der Ukraine eingesetzten und zu angeblich von russischer Luftabwehr abgeschossenen Drohnen wichen voneinander ab. Drohnen aus der Ukraine erreichten die Hauptstadt, nachdem zuvor bereits Gebiete der Grenzstädte wie Belgorod, Brjansk, Krasnodar, Rostow am Don oder Kursk getroffen wurden.

## 31. Mai
Die russische Besatzungsverwaltung der Oblast Luhansk beschuldigt die Ukraine, vier Menschen bei einem Beschuss des Dorfes Karpaty getötet und 19 Personen verletzt zu haben. Nach russischen Angaben ist eine Ölraffinerie bei der russischen Stadt Afipski von einer ukrainischen Drohne getroffen worden. Zwei Ortschaften in der russischen Oblast Belgorod sind nach Angaben des Gouverneurs erneut von Artillerie getroffen worden. Nachdem mit Ramsan Kadyrow ein Präsident einer russischen Teilrepublik die russische Regierung dazu aufgerufen hatte, den Kriegszustand auszurufen, erklärte deren Sprecher, Dmitri Peskow, dass keine Verhängung eines Kriegszustands erwogen werde. Das russische Verteidigungsministerium gab bekannt, dass eigene Truppen bei Krasnohoriwka und Jassynuwata in der Oblast Donezk ukrainische Truppen zurückgedrängt hätten und dass im nahegelegenen Awdijiwka Gefechte andauerten.

## 1. Juni

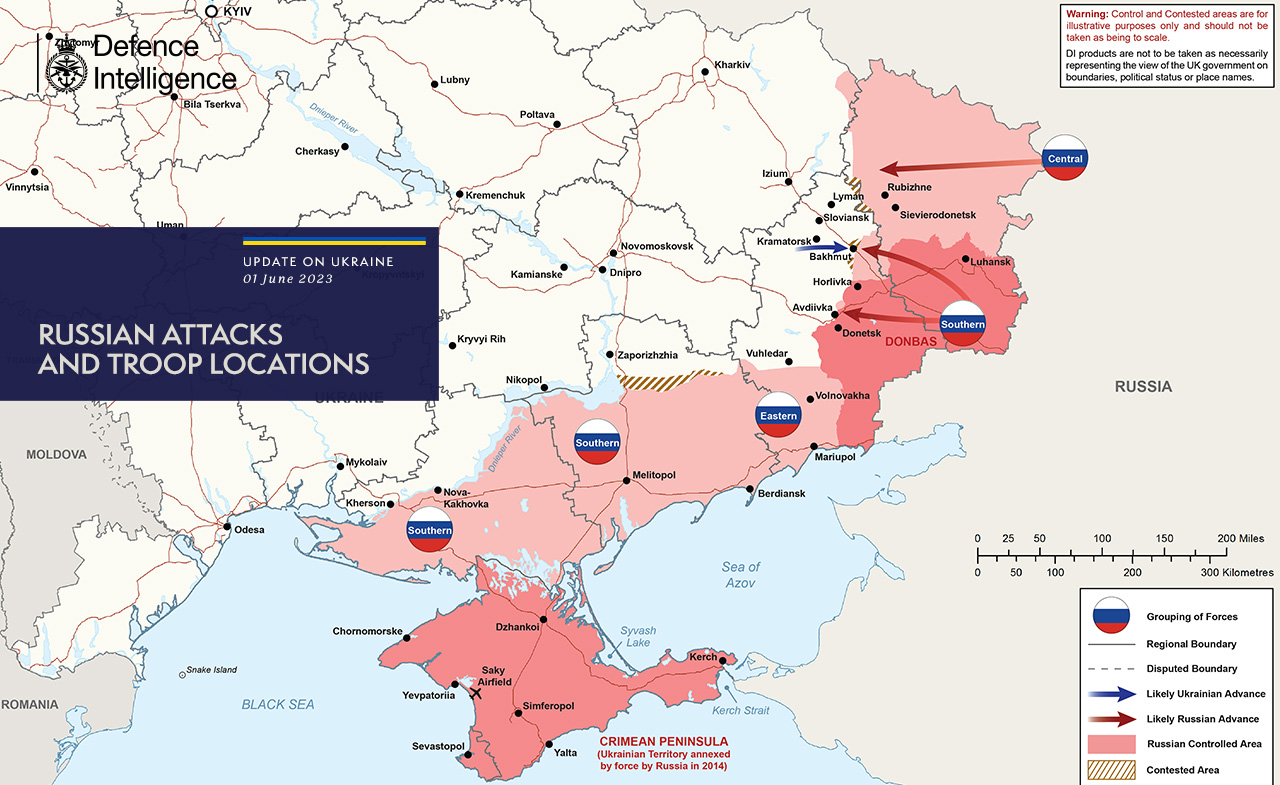
Lagebild des britischen Verteidigungsministeriums vom 1. Juni 2023

Laut einer im Mai 2023 durchgeführten repräsentativen Umfrage des Lewada-Zentrums unterstützt eine große Mehrheit (76 %) der russischen Bevölkerung weiterhin die „militärische Spezialoperation“ in der Ukraine. In der Altersgruppe der 18- bis 24-jährigen Russen war die Unterstützung mit 62 % am niedrigsten, während sie bei den über 55-jährigen mit 83 % am höchsten lag. 48 % aller Befragten sprachen für die Fortsetzung des Militäreinsatzes aus, während 45 % eher für russisch-ukrainische Friedensverhandlungen waren. 61 % aller Befragten dachten, dass die „Spezialoperation“ erfolgreich verlaufe, während 28 % vom Gegenteil überzeugt waren. Für die Umfrage wurden 1603 Russen aus 137 Siedlungen städtischen Typs und 50 Gebieten der Russischen Föderation befragt.
Durch einen russischen Luftangriff auf Kiew sind drei Zivilisten getötet und mehrere verletzt worden. Der Ehemann einer von Raketentrümmern getöteten Frau erhob den Vorwurf, ein Schutzraum in der Nähe eines bei den Angriffen beschädigten Krankenhauses sei verschlossen gewesen. Wenige Tage später erklärte eine Untersuchungskommission fast die Hälfte der von ihr überprüften Luftschutzkeller in Kiew für nicht einsatzbereit.
Nach Angaben des Gouverneurs der russischen Oblast Belgorod wurde die Stadt Schebekino Ziel von ukrainischer Artillerie. Das russische Verteidigungsministerium behauptete, dass eigene Truppen ukrainische Soldaten am Grenzübertritt in diese Oblast gehindert hätten. Nach offiziellen Angaben aus Moskau wurden dabei erneut über 50 Kämpfer getötet sowie Militärgerät vernichtet.
Die US-Denkfabrik Institute for the Study of War (ISW) teilte in ihrem aktuellen Lagebericht mit, dass Kadyrowzy genannte tschetschenische Spezialkräfte unter Ramsan Kadyrow, denen von Menschenrechtsorganisationen Folter und Mord vorgeworfen werden, bei der Einnahme von Teilen des Donbas mitwirken sollen. Auch die nach Kriegsbeginn gegründeten Spezialeinheiten „Achmat“ und „Sever-Achmat“ sollen beteiligt werden. Zudem habe das russische Oberkommando Kadyrow und die ihm Unterstehenden nach Bachmut beordert, um dort den Platz der abziehenden Wagner-Söldner einzunehmen.
Polen schloss die östliche EU-Außengrenze für Lastwagen aus Belarus und Russland.

## 2. Juni
Bei russischem Beschuss eines Wohnhauses im Dorf Komyschewaha in der Oblast Saporischschja wurden nach Behördenangaben zwei Menschen getötet und vier weitere verletzt.

## 4. Juni
Bei nächtlichen Luftangriffen Russlands wurden nahe der Stadt Dnipro Wohnhäuser getroffen. Nach Angaben der örtlichen Behörden sind mindestens 22 Menschen verletzt und ein zwei Jahre altes Mädchen getötet worden.
Das Russische Freiwilligenkorps und die Legion Freiheit Russlands – auf ukrainischer Seite kämpfende russische Freiwilligeneinheiten – veröffentlichten Videos auf Telegram, die zeigen sollen, dass sie in einen Vorort der grenznahen russischen Kleinstadt Schebekino im Gebiet Belgorod vorgedrungen seien. In einem Video bot der Kommandeur des „Freiwilligenkorps“, der russische Rechtsextremist Denis Nikitin, die Freilassung zweier russischer Soldaten an, wenn Gouverneur Gladkow am späten Nachmittag unbewaffnet in die Kirche des grenznahen Dorfes Nowaja Tawolschanka komme, um über die Lage in der Region, seine persönliche Zukunft und die ganz Russlands zu reden.

## 6. Juni

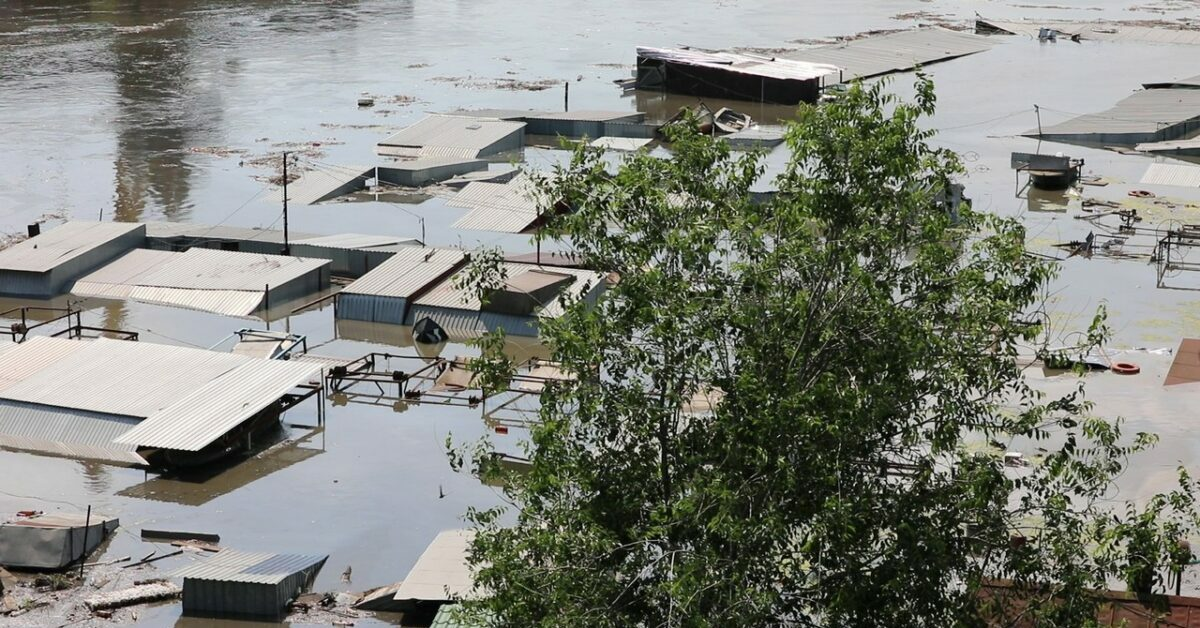
Überschwemmungen nach der Zerstörung des Kachowka-Staudamms

Der Staudamm des Wasserkraftwerks Kachowka, der 18 Milliarden Kubikmeter Wasser des Kachowkaer Stausee zurückhielt, brach am Morgen infolge einer Explosion. Bereits in den Monaten zuvor hatten die Kriegsparteien einander beschuldigt, ihn sprengen zu wollen. In der Folge des Dammbruchs wurden Gebiete, die südlich an den Dnepr anliegen, überflutet. Betroffen waren die Städte Nowa Kachowka, wo das Wasser laut örtlichen Behörden um mehr als zehn Meter anstieg, sowie Cherson. Nach Angaben einer ukrainischen Nichtregierungsorganisation waren fast 100 Dörfer und Städte von Überschwemmung infolge des Dammbruchs bedroht. Russische Quellen erklärten, dass 22.000 Menschen aus 14 Wohnorten bedroht seien. Laut ukrainischem Energieministerium bedeutet der Ausfall des Wasserkraftwerks keine unmittelbare Gefahr für die Energiestabilität. Die ukrainische Verwaltung ordnete eine Evakuierung der Bewohner in den von Überschwemmung bedrohten Gebieten an, die nicht an der von russischen Truppen besetzten Flussseite leben. Nach ukrainischen Behördenangaben leben an der rechten Seite des Dnepr 17.000 Menschen, die evakuiert werden müssten. Zerstört wurde auch die eingleisige nicht elektrifizierte Bahnstrecke Mykolajiw–Fedoriwka, die über den Damm führte. Infolge anderer Kriegsschäden konnte sie allerdings schon seit Sommer 2022 nicht mehr befahren werden.

## 8. Juni
Russische Streitkräfte beschossen Cherson und verletzten dabei neun Zivilisten in der Nähe einer Evakuierungsstelle in einem nach der Zerstörung des Kachowka-Dammes überfluteten Teil der Stadt. Präsident Selenskyj besuchte die Stadt, um sich einen Eindruck von den Flutschäden zu machen und den Einsatzkräften zu danken. 4000 Menschen wurden evakuiert. Auf der linken und von Russland besetzten Uferseite des Dnepr wurde der Tod von fünf Vermissten gemeldet.
Die ukrainische 47. Brigade und 33. Brigade versuchten am 8. Juni bei Mala Tokmatschka ein Minenfeld zu überqueren. Russische Kampfhubschrauber beschossen die Angreifer mit Panzerabwehrraketen. Insbesondere durch Minen wurden 25 ukrainische Panzerfahrzeuge schwer beschädigt, so dass sie liegenblieben. Bei den liegengebliebenen Fahrzeugen handelte es sich um 17 M2 Bradley, vier Leopard 2A6 Panzer, drei Leopard 2R und einen Bergepanzer 2 Wisent. Wisent und Leopard 2R sind gepanzerte Fahrzeuge, die auch zum Durchbrechen bzw. Räumen von Minenfeldern entwickelt wurden. Einige der liegengebliebenen Panzerfahrzeugen sollen, nach Informationen von Ende Juni, nicht völlig irreparabel sein. Zur Bergung müssten ukrainische Verbände das Gebiet zunächst sichern, ein Luftverteidigungssystem stationieren und Minen räumen. Eine dann folgende Instandsetzung könnte Wochen oder Monate dauern.
Bei einem russischen Angriff auf die ostukrainische Stadt Ukrajinsk sind nach Angaben der Regionalregierung von Donezk drei Menschen getötet worden, darunter ein vierjähriger Junge.

## 9. Juni
Der Wasserstand des Kachowkaer Stausees am KKW Saporischja unterschritt die kritische Höhe von 12,7 m. In der gesamten Ukraine herrschte Luftalarm, laut den ukrainischen Streitkräften schoss die Luftabwehr 10 von 16 Drohnen und 4 Marschflugkörper ab. In Uman in der Zentralukraine schlugen zwei russische Raketen u. a. in eine Industrieanlage ein. In der Oblast Dnipro soll es laut dem dortigen Militärgouverneur auch russischen Beschuss gegeben haben. Trümmerteile von abgeschossenen Raketen und Drohnen sollen ihm zufolge eine Gasleitung und Wohnhäuser beschädigt haben.

## 10. Juni
Die russischen Streitkräfte griffen Odessa mit Drohnen und Raketen an, töteten drei Zivilisten und verletzten 27 weitere, darunter drei Kinder.

## 11. Juni
Die ukrainische Armee gab bekannt, im Zuge der laufenden Gegenoffensive die im Süden von Welyka Nowosilka gelegene Siedlung Blahodatne befreit zu haben, deren östliche und westliche Umgebung sie schon in den letzten Tagen eingenommen hatte. Am Abend meldete sie die Befreiung des nördlichen Nachbardorfes Neskutschne, ein südwestlicher Vorort von Welyka Nowosilka, und auch des südlichen Nachbardorfes Makariwka; parallel dazu wurde nördlich von Bachmut das Trinkwasserreservoir von Berchiwka eingenommen. Auch das Dorf Lobkowe im Gebiet Saporischschja soll von russischer Besatzung befreit worden sein.
Der Sprecher des ukrainischen Militärs Walerij Scherschen sagte, dass die russischen Streitkräfte einen weiteren Damm beim Fluss Mokri Jaly in der Nähe des Dorfes Nowodarjiwka gesprengt hätten, um die ukrainische Gegenoffensive zu stoppen.
Laut dem Gouverneur der südukrainischen Stadt Cherson haben russische Truppen ein Boot beschossen, das Zivilisten aus der überschwemmten Stadt evakuieren sollte. Durch den Angriff seien drei Menschen gestorben und zehn Menschen verletzt worden.

## 12. Juni
Am Morgen gab die ukrainische Armee auch die Befreiung des Dorfs Storoschewe westlich von Blahodatne und nördlich von Makariwka, die beide am Vortag eingenommen worden waren, bekannt und meldete, dass damit auch die russischen Rückeroberungsversuche des erstmals am 4. Juni befreiten westlicheren Nowodarjiwka beendet seien.

## 13. Juni

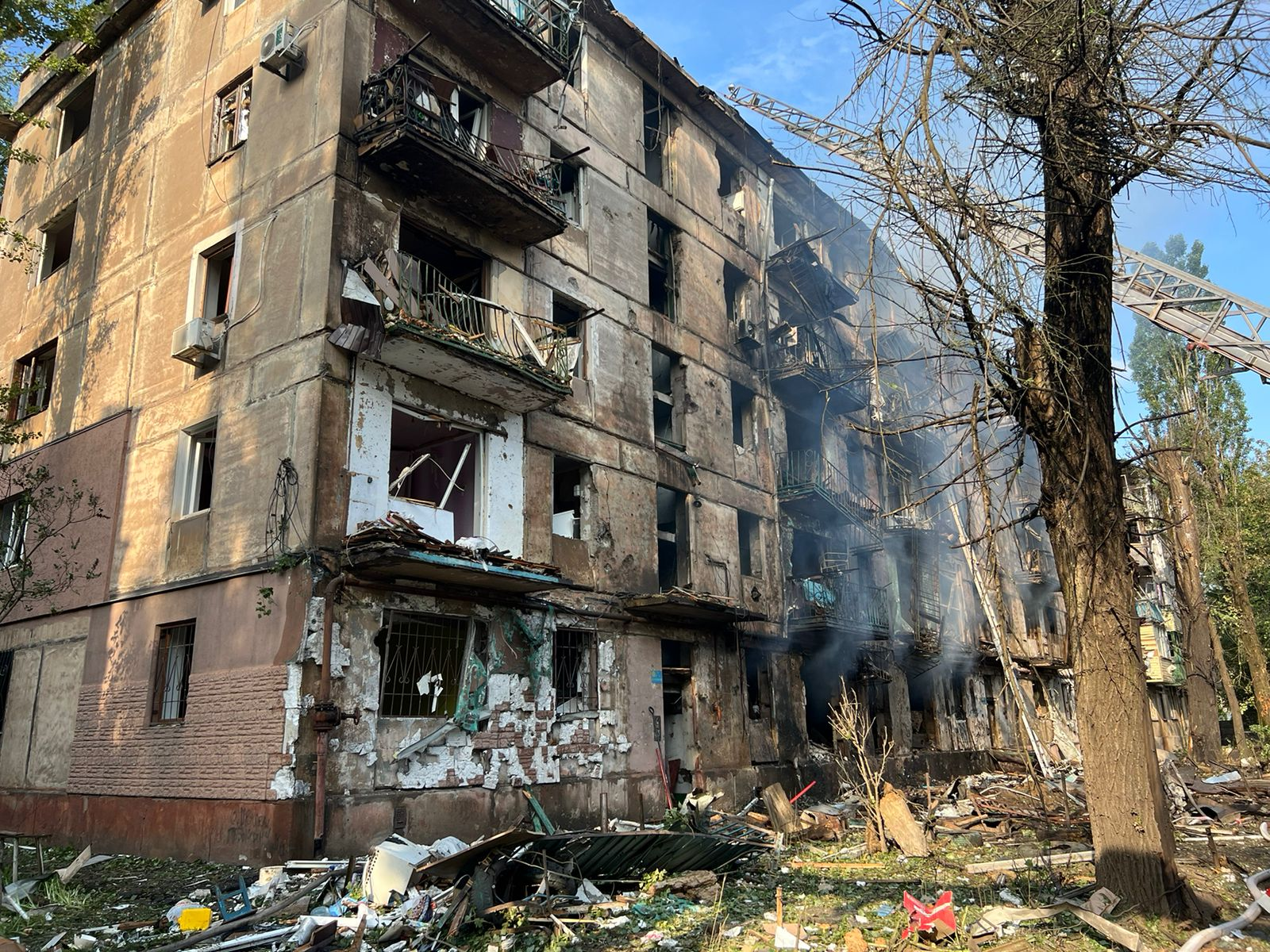
Von russischer Rakete getroffenes Wohngebäude in Krywyj Rih

Russische Raketen schlugen in Krywyj Rih ein. Bei einem Treffer auf ein Wohnhaus wurden mindestens elf Menschen getötet und weitere 28 verletzt.
Der Nothilfekoordinator der Vereinten Nationen Martin Griffiths warnte vor weitreichenden Folgen des Bruches des Kachowka-Staudamms am 6. Juni 2023 für die Weltbevölkerung. Das ganze Gebiet, das bis zum Schwarzen Meer und zur Krim reicht, sei eine globale Kornkammer. Griffiths zeigte sich sicher, dass die Lebensmittelpreise steigen würden, da es riesige Probleme bei Ernte und neuer Aussaat geben werde, die enorme Auswirkung auf die weltweite Ernährungssicherheit haben würden.

## 14. Juni
Bei einem Raketenangriff auf ein Wohngebiet in Odessa wurden mindestens drei Menschen getötet und 13 weitere verletzt. In der Oblast Donezk schlugen nach ukrainischen Angaben sechs Marschflugkörper vom Typ Ch-22 ein; nach Angaben des Gouverneurs wurden drei Menschen getötet und sechs weitere verletzt.
Adam Delimchanow, ein russisch-tschetschenisches Mitglied der Staatsduma, wurde Berichten zufolge in der Ukraine verwundet.

## 16. Juni
In der Oblast Cherson kam in der Nacht ukrainischen Angaben zufolge ein Ehepaar bei russischem Bombardement ums Leben.
Während des Besuchs einer Gruppe afrikanischer Staats- und Regierungschefs in einer Verhandlungsmission wurde Kiew nach ukrainischen Angaben von Russland massiv aus der Luft angegriffen.

Querschnitt eines Staumauersegments; hervorgehoben ist der Wartungs- und Kontrollstollen im Innern des Wehrkörpers.

Die New York Times rekonstruierte die Zerstörung der Staumauer und des Wasserkraftwerks Kachowka anhand von Video- und Fotoaufnahmen, Infrarot-Satellitenbildern, seismischen Messungen sowie Befragungen von technischen und militärischen Fachpersonen und Ohrenzeugen, die beidseits des Gewässers lebten. Auch ohne die Möglichkeit einer Inspektion vor Ort sei bereits relativ klar, dass Explosionen innerhalb des Kraftwerkgebäudes und eines Wartungs- und Kontrollstollens im Innern des massiven Wehrkörpers der Staumauer für die Zerstörung ursächlich gewesen sein mussten. Da ein unbemerkter Zugang und die Beladung dieses Stollens mit Sprengstoff nur von der russisch kontrollierten Seite aus möglich gewesen sei, könne man die Verantwortung nur den Russen zuschreiben. Hingegen konnten zuvor geäußerte Thesen, dass mögliche Gründe auch bei eventuellen, schleichend vorangeschrittenen Vorschäden oder Mängeln bei Planung und Bau in den 1950er Jahren zu suchen seien, anhand der vorliegenden Fakten- und Indizienlage als unrealistisch ausgeschlossen werden.

## 18. Juni
Die ukrainischen Streitkräfte eroberten gemäß russischen Angaben das an der Frontlinie liegende Dorf Pjatychatky in der Oblast Saporischschja bei anhaltend schweren Kämpfen.
Associated Press veröffentlichte zwei Fotos, welche ein mit Sprengstoff beladenes Auto auf dem Kachowka-Staudamm zeigen und von einer ukrainischen Drohne am 28. Mai aufgenommen worden sein sollen.

## 19. Juni
Die ukrainischen Streitkräfte sprechen von einem Verlauf ihrer Gegenoffensive nach Plan, dennoch gebe es eine „schwere Lage“ an der Front. Das Vordringen werde durch Minen und Befestigungen verlangsamt. Acht Siedlungen und 113 km² wurden demnach zurückerobert.

## 20. Juni
Im Überschwemmungsgebiet bei der südukrainischen Großstadt Cherson sind ukrainischen Angaben zufolge durch russischen Beschuss ein Helfer getötet und acht weitere verletzt worden. Die Gebietsverwaltung von Cherson meldete zudem einen toten Zivilisten nach dem Beschuss eines Wohnviertels.
Am frühen Morgen wurde die Stadt Lwiw im Westen der Ukraine beschossen. Es sei kritische Infrastruktur getroffen worden, so die Stadtverwaltung.

## 22. Juni
Ukrainische Truppen haben die strategisch wichtige Tschonhar-Brücke zwischen der besetzten Oblast Cherson und der Krim beschossen; die Straße wurde beschädigt. Laut dem Statthalter im russisch besetzten Teil der Oblast Cherson, Wolodymyr Saldo, war die Brücke mit Marschflugkörpern des Typs Storm Shadow beschossen worden, der Verkehr werde umgeleitet. Saldo sprach zudem von mehreren beschädigten Brücken.

## 23. Juni
Der Wagner-Chef Jewgeni Prigoschin widersprach in einer Videobotschaft den Behauptungen der russischen Regierung, wonach Ukraine und NATO Russland hätten angreifen wollen. Die Militärführung habe Präsident Putin und die Öffentlichkeit darüber belogen. Auch hätte sich die Situation in der Ostukraine sich seit der Krim-Annexion 2014 trotz gelegentlicher Scharmützel nicht verändert.
Nachdem Prigoschin Russlands Verteidigungsminister Sergei Schoigu Raketenangriffe auf Lager seiner Kämpfer vorgeworfen und angekündigt hatte, zu „antworten“ und die Militärführung zu „stoppen“, wurde vom russischen Geheimdienst FSB ein Strafverfahren wegen „Aufrufs zum bewaffneten Aufstand“ eingeleitet.

## 24. Juni
In der Nacht übernahm Jewgeni Prigoschin mit seinen Wagner-Truppen die Kontrolle über die militärischen Einrichtungen der russischen Großstädte Rostow am Don und Woronesch. Am Morgen nannte Russlands Präsident Wladimir Putin in einer fünfminütigen Fernsehansprache diesen Vormarsch „Verrat“. In Moskau wurde der „Anti-Terror-Notstand“ ausgerufen und die üblicherweise am letzten Juniwochenende stattfindenden Abschlussfeiern der Schulen wurden um eine Woche verschoben. Am Abend stoppte Prigoschin den Vormarsch 200 km vor Moskau, kehrte um und begann, mit seinen Einheiten aus Woronesch und Rostow am Don abzuziehen. Angeblich hatte er unter Vermittlung von Lukaschenko einem Deal zugestimmt, der ihm und seiner Truppe Straffreiheit zusicherte.
Bei einem russischen Raketenangriff auf Kiew in der Nacht auf den 24. Juni wurden nach ukrainischen Angaben drei Menschen getötet und elf weitere verletzt. Dabei seien drei Stockwerke eines Wohnhochhauses getroffen sowie dutzende Autos beschädigt worden.

## 26. Juni
Aus russischen Quellen wurde bekannt, dass es den ukrainischen Streitkräften gelungen ist, sich auf der linken Seite des Flusses Dnipro im Gebiet Cherson festzusetzen; auf Telegram veröffentlichte Drohnenaufnahmen zeigten Gefechte auf dem zuvor russisch kontrollierten Ufer in der Nähe der Antoniwkabrücke. Russische Kriegsblogger hatten in den Tagen davor mehrfach über fehlende Luftunterstützung in diesem Frontbereich geklagt.
Die ukrainische Armee gab die Befreiung des Dorfs Riwnopil westlich der schon am 11. Juni zurückeroberten Dörfer Makariwka und Storoschewe bekannt.

## 27. Juni

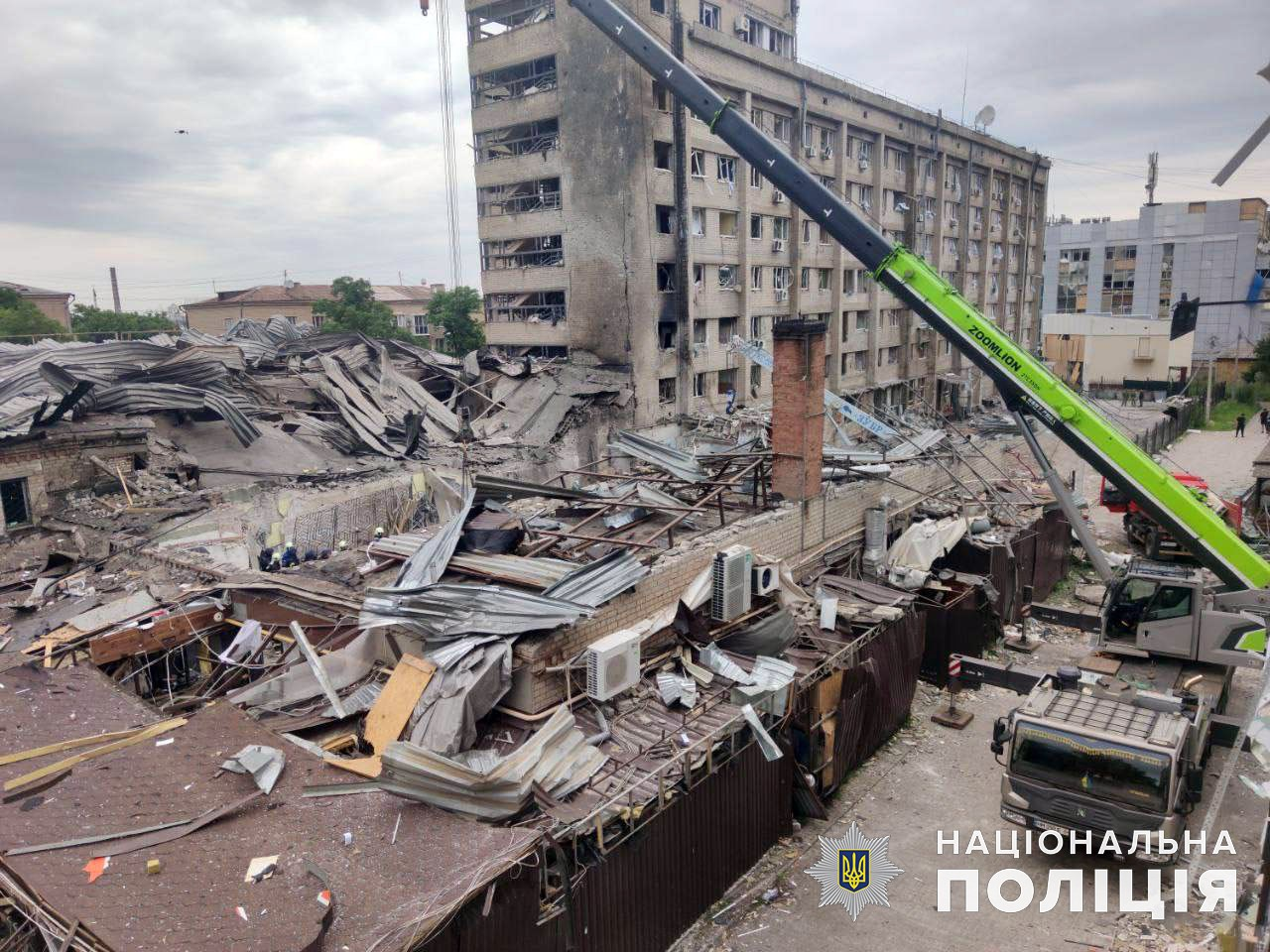
Durch russischen Raketenbeschuss zerstörtes Restaurant in Kramatorsk

Bei einem russischen Raketenangriff auf ein Restaurant im ostukrainischen Kramatorsk wurden ukrainischen Angaben zufolge 12 Menschen getötet. Unter den 61 Verletzten waren die Schriftsteller Wiktorija Amelina und Héctor Abad Faciolince. Als 13. Todesopfer erlag Amelina am 1. Juli ihren Verletzungen.

## 29. Juni
In Cherson wurden nach Angaben lokaler Behörden mindestens zwei Menschen durch russischen Beschuss von Wohngebieten getötet.
Nach Warnungen vor einem angeblich geplanten russischen Terroranschlag auf das Atomkraftwerk Saporischschja hielten vier Regionen im Süden der Ukraine Übungen für einen atomaren Notfall ab.
Nach Information der Financial Times wurde der russische Armeegeneral Sergei Surowikin verhaftet. Die Zeitung berief sich dabei auf drei mit dem Fall vertraute Personen. Zuvor hatten bereits die russischsprachige Ausgabe der Moscow Times und ein Militärblogger über die Festnahme berichtet. Andere Militärkorrespondenten sagten hingegen, Surowikin und andere ranghohe Offiziere würden vom Inlandsgeheimdienst FSB verhört und auf Loyalität überprüft.

## 30. Juni

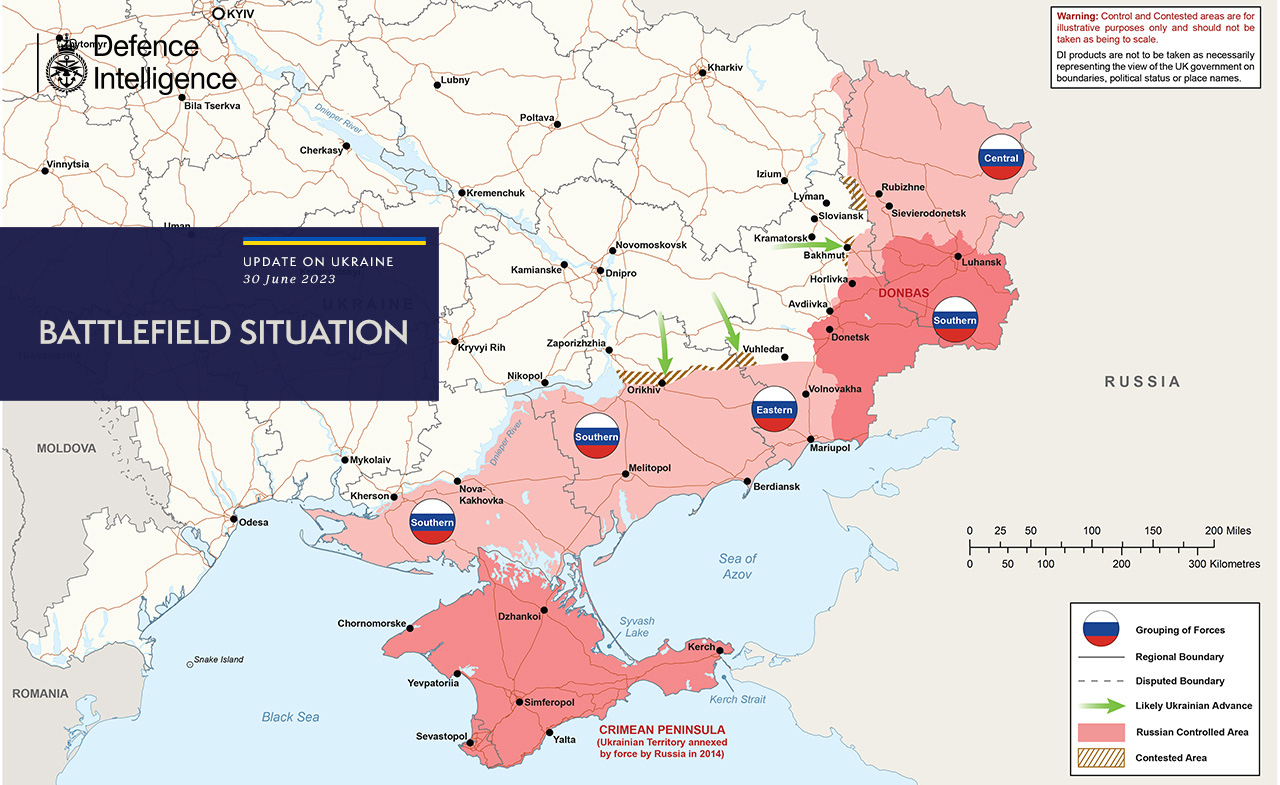
Lagebild des britischen Verteidigungsministeriums vom 30. Juni 2023

Regionale ukrainische Vertreter berichteten von mindestens drei Toten und mindestens 17 Verletzten unter Zivilisten durch russischen Beschuss im Süden und Osten der Ukraine.

## 1. Juli
Im Süden der Ukraine hatte das ukrainische Militär nach britischer Einschätzung einen Brückenkopf am Ostufer des Dnipro geschaffen: Seit rund einer Woche wurden Truppen nahe der zerstörten Antoniwka-Brücke bei Cherson übergesetzt. „Die Kämpfe um den Brückenkopf werden mit ziemlicher Sicherheit durch Überschwemmungen, Zerstörungen und Schlammrückstände nach der Zerstörung des Kachowka-Staudamms am 6. Juni 2023 erschwert“, hieß es in London weiter. Unter den russischen Truppen seien auch Teile der 7. Garde-Luftsturm-Division, die zur Armeegruppe Dnipro gehörten. „In den vergangenen Wochen hatte Russland sehr wahrscheinlich Teile der Armeegruppe Dnipro verlegt, die das Dnipro-Ufer verteidigen, um die Front bei Saporischschja zu verstärken“, hieß es.

## 6. Juli
Bei einem russischen Raketenangriff auf einen Wohnblock in Lwiw sind nach ukrainischen Angaben mindestens vier Zivilisten getötet und neun verletzt worden. Mehr als 60 Menschen wurden den Angaben zufolge aus den Trümmern gerettet. Am Folgetag wurden weitere Leichen aus den Trümmern geborgen, die Zahl der Toten stieg laut Bürgermeister Andrij Sadowyj auf zehn.
In der Oblast Cherson sind durch 84 russische Artillerieangriffe (davon 38 Geschosse auf die gleichnamige Stadt) mindestens zwei Menschen getötet und zehn weitere verletzt worden.

## 8. Juli
Laut dem Gouverneur der ostukrainischen Oblast Donezk wurden in Lyman mindestens sechs Menschen durch russischen Artillerie-Beschuss getötet.

## 10. Juli
Bei einem russischen Angriff auf die frontnahe Stadt Orichiw im Süden der Ukraine wurden nach offiziellen Angaben mindestens vier Zivilisten getötet und elf weitere verletzt. Das Wohnviertel sei während der Ausgabe von humanitärer Hilfe von einer gelenkten Fliegerbombe getroffen worden, teilte der Chef der Militärverwaltung der Oblast Saporischschja mit.
Laut offiziellen Angaben der Ukraine wurden strategisch wichtige Hügel rund um Bachmut erobert, was es den ukrainischen Truppen ermöglicht die Feuerüberlegenheit herzustellen.

## 11. Juli
Der russische Generalleutnant Oleg Zokow wurde Berichten zufolge bei einem Raketeneinschlag in der Nähe der russisch besetzten Stadt Berdjansk, Oblast Saporischschja, getötet.
Stanislaw Rschizki, stellvertretender Leiter der militärischen Mobilisierung in der Stadt Krasnodar, Russland, und Kommandant des U-Boots B-265 Krasnodar der russischen Marine, wurde von unbekannten Angreifern in der Nähe des Sportkomplexes der Stadt erschossen.

## 12. Juli
Der ukrainische Generalstab meldete, dass die ukrainischen Truppen Teilerfolge südwestlich von Bachmut erzielt hätten. Außerdem meldete der Sprecher der ukrainischen Tawrijsk-Gruppe, Major Walerij Scherschen, die ukrainischen Streitkräfte seien entlang der Frontlinie in Richtung Berdjansk vorgerückt.

## 13. Juli
Der Oberbefehlshaber der im Süden der Ukraine stationierten russischen 58. Armee, Generalmajor Iwan Popow, wurde eigenen Angaben zufolge von der russischen Militärführung bzw. von Generalstabschef Waleri Gerasimow entlassen, nachdem er diesem gegenüber „das Fehlen von Konterbatteriefeuer und Aufklärung“ an der Südfront in Saporischja bemängelt und aufgrund von hohen Verlusten dort einen Austausch von Einheiten gefordert hatte. Statt auf ihn zu hören, habe die Armeeführung ihn abgesetzt. Popow erklärte diesbezüglich öffentlich: „Der Feind konnte unsere Armee nicht vertreiben. Aber unser höchster Vorgesetzter versetzt uns einen verräterischen und heimtückischen Schlag in den Rücken. Er köpft die Armee im schwierigsten und angespanntesten Moment.“
Wie der Gouverneur Chersons mitteilte, sind drei Zivilisten bei russischem Beschuss getötet worden, drei weitere wurden verletzt. Der ukrainische Generalstab meldete das Vorrücken ukrainischer Kräfte in den Räumen Bachmut, Saporischschja und Berdjansk. Nach Informationen des Institute for the Study of War gelang es diesen, unter anderem an der Südflanke Bachmuts vorzurücken.

## 14. Juli
Laut Walerij Scherschen, dem Sprecher des ukrainischen Militärbezirks Tawrijsk in der Oblast Cherson, ist die von den USA gelieferte Streumunition eingetroffen. Diese werde streng innerhalb des gesetzlichen Rahmens und „nur für die Räumung unserer Territorien“ eingesetzt. Medienberichten zufolge drohte Wladimir Putin daraufhin mit dem Einsatz von Streubomben, falls die Ukraine die von den USA gelieferte Streumunition nutzen sollte. Westliche Beobachter des Konflikts erklärten, dass Russland in der Ukraine bereits seit langem Streubomben einsetze.
Experten des ISW erklärten in ihrem täglichen Lagebericht, dass die russische Armee vermutlich ihre Fronttruppen aufgrund von Personalmangel nicht rotieren lassen könne.

## 17. Juli
In der Nacht auf den 17. Juli 2023 kam zum Angriff zweier ukrainischer Schwimmdrohnen auf die Krim-Brücke.
In eine Fahrtrichtung sackte die Fahrbahn ab und in der anderen Richtung wurde sie beschädigt; dabei sollen in einem PKW zwei Erwachsene getötet und die Tochter des Paars verletzt worden sein. Die Brücke wurde für den Straßenverkehr gesperrt, die Eisenbahnbrücke nur kurzzeitig bis zum Morgen.
Russland kündigte an, dass es die »Initiative für den sicheren Transport von Getreide und Lebensmitteln aus ukrainischen Häfen« nicht mehr mittragen wird. Laut Mitteilung des russischen Verteidigungsministeriums seien Schiffe auf Teilen des Schwarzen Meeres nun als „potenzielle Träger militärischer Fracht“ und damit feindlich einzustufen.

## 19. Juli
Nach ukrainischen Angaben bombardierte Russland den zweiten Tag in Folge den Hafen von Odessa. Es wurden Getreideterminals und Lagerhallen in Tschornomorsk getroffen, wodurch 60.000 Tonnen Getreide vernichtet oder unbrauchbar wurden.
Das russische Verteidigungsministerium gab bekannt, dass nach Auslaufen des Getreideabkommens am 20. Juli 2023 Schiffe auf Teilen des Schwarzen Meeres als „potenzielle Träger militärischer Fracht“ und damit feindlich einzustufen seien.
Der ukrainische Präsidentenberater bezifferte den für eine erfolgreiche Gegenoffensive benötigten Bedarf auf 60 bis 80 F-16-Kampfjets und 200 bis 300 weitere gepanzerte Fahrzeuge.
Beim ersten EU-CELAC-Treffen seit acht Jahren in Brüssel konnten sich die Teilnehmer nur mit Mühe auf eine gemeinsame Erklärung zum Ukrainekrieg einigen. Die Teilnehmer brachten „tiefe Besorgnis über den anhaltenden Krieg gegen die Ukraine“ zum Ausdruck, eine Verurteilung des Krieges oder eine namentliche Nennung Russlands kam nicht zustande.

## 21. Juli
Am 21. Juli wurde der Hafen von Odessa den dritten Tag in Folge von russischen Luftangriffen heimgesucht. Durch die russischen Angriffe auf Silos wurden nach ukrainischen Angaben 100 Tonnen Erbsen und 20 Tonnen Gerste zerstört. Bei den Angriffen auf Odessa wurden nach Informationen der UNESCO das zum Weltkulturerbe gehörende Archäologische Museum, das Flottenmuseum und das Literaturmuseum getroffen.
Nach ukrainischen Angaben sind bei russischen Luftangriffen auf die Oblaste Tschernihiw und Donezk bis in die Nacht auf den 22. Juli mindestens acht Menschen ums Leben gekommen.
Laut US-amerikanischen Quellen wird die von den USA gelieferte Streumunition bereits seit Tagen „angemessen“ und „effektiv“ durch ukrainische Kräfte eingesetzt. Weder die USA noch die Ukraine oder Russland haben das Abkommen zur Ächtung von Streumunition unterzeichnet.
Nachdem die polnische Regierung angekündigt hatte, Truppen der eigenen Streitkräfte aus dem Westen in den Osten Polens zu verlegen, weil belarussische Streitkräfte mit Wagner-Söldnern nahe der Grenze Polens trainieren, erklärte der russische Staatspräsident Wladimir Putin unter anderem, dass „die Entfesselung einer Aggression gegen Belarus“ eine „Aggression gegen die Russische Föderation bedeuten würde.“ Putin behauptete außerdem, dass Polen durch die angeblich geplante Schaffung einer polnisch-litauisch-ukrainischen Militäreinheit den Westen der Ukraine besetzen will. Putin behauptete ferner, dass die Teile der Ostgebiete des Deutschen Reiches, die Polen nach dem Zweiten Weltkrieg zugeschlagen wurden, ein Geschenk Josef Stalins gewesen seien. Auf diese Äußerungen Putins hin bestellte die polnische Regierung unter Mateusz Morawiecki den russischen Botschafter ein.
Der wegen Kriegsverbrechen international gesuchte russische Ultranationalist Igor Girkin wurde in Moskau festgenommen, nachdem er Putin verbal attackiert hatte. Girkin wird „Extremismus“ vorgeworfen.

## 23. Juli

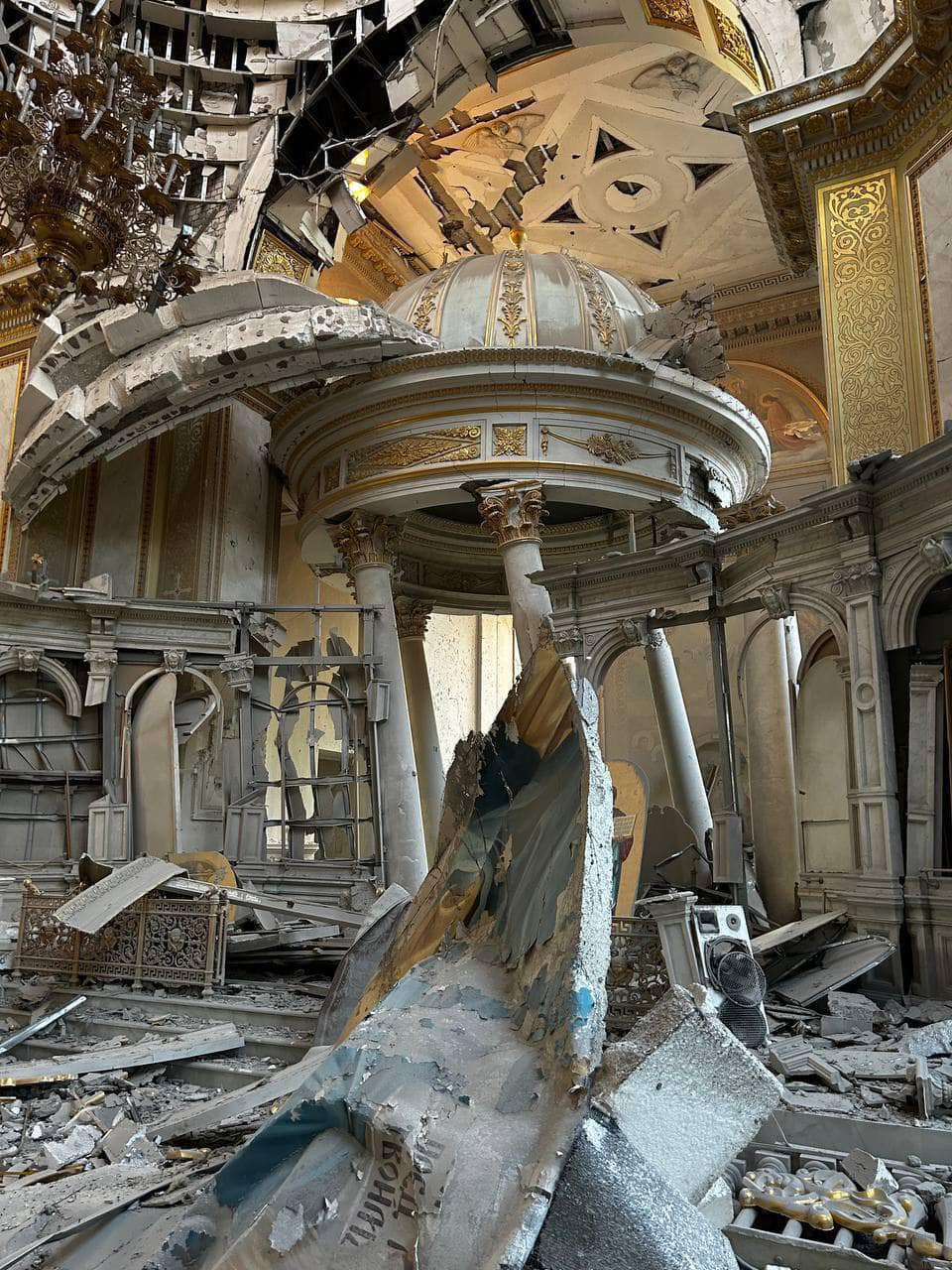
Zerstörungen im Inneren der Verklärungskathedrale in Odessa nach russischem Raketenbeschuss

Nach Angaben des Gouverneurs der südukrainischen Oblast Odessa, Oleh Kiper, wurde die größte orthodoxe Kirche der Stadt, die Verklärungskathedrale, deren Wiederaufbau erst 2010 abgeschlossen worden war, durch russischen Beschuss schwer beschädigt. Auch mehrere andere Wohngebäude in der historischen Innenstadt wurden beschädigt sowie ein Zivilist getötet. Ein weiterer Angriff sei durch die ukrainischen Luftabwehrsysteme verhindert worden. Auch im Osten und Nordosten der Ukraine gab es mindestens drei Todesopfer.

## 24. Juli
Präsident Putin setzte ein Gesetz in Kraft, das die Altersgrenze, bis zu der ehemalige russische Soldaten in den Reservedienst beordert werden, um fünf Jahre anhebt. Für Mannschaftsdienstgrade und Unteroffiziere gilt ein Höchstalter von 55, für Leutnante und Hauptleute von 60, für höhere Offiziere von 65 und für Generäle von 70 Jahren.
Beobachter der Internationalen Atomenergiebehörde (IAEA) haben nach eigenen Angaben beim russisch besetzten Kernkraftwerk Saporischschja Antipersonenminen gesichtet. Sie lägen zwischen der inneren und äußeren Absperrung, wofür die IAEA keinen Zutritt erhalten habe. Zuvor hatte die ukrainische Regierung Russland vorgeworfen, das Kraftwerkdach vermint zu haben. Die IAEA gab an, dafür zwar keine Anzeichen gefunden, jedoch auch nicht für jeden Bereich Zutritt erhalten zu haben.
Nach Angaben des britischen Militärgeheimdienstes soll ab dem 1. September 2023 in russischen Schulen der Mittel- und Oberstufe militärischer Unterricht in Lehrpläne integriert werden. Schüler der 10. und 11. Klasse sollen eine Schieß- und Handgranatenausbildung, Erste-Hilfe-Training und eine Schulung im Umgang mit Drohnen erhalten.
Das ukrainische Ministerium für Kultur und Informationspolitik stellte eine vorläufige Liste von Gebäuden, die durch russische Angriffe in zerstörerische Mitleidenschaft gezogen wurden, ins Netz. Darunter befinden sich in Odessa unter anderem die Verklärungskathedrale, das Haus der Wissenschaftler, die Tolstoi-Kunstgalerie und das Gebäude, in dem der Schriftsteller Nikolai Wassiljewitsch Gogol 1848 lebte.

## 25. Juli
Laut dem EU-Agrarkommissar Janusz Wojciechowski könnte die EU fast alle ukrainischen Getreideexporte abwickeln. Zuvor war das Getreideabkommen zwischen Russland und der Ukraine durch das Schwarze Meer von dem russischen Präsidenten gekündigt worden. Der Internationale Währungsfonds (IWF) rechnet damit, dass durch die Beendigung des Getreideabkommens die weltweiten Getreidepreise um 10 bis 15 Prozent steigen könnten.
Im russischen Parlament wurde beschlossen, die Altersgrenze, bis zu der Wehrpflichtige einberufen werden können, ab 2024 von 27 auf 30 Jahre zu erhöhen.

## 26. Juli
Die russische Schwarzmeerflotte bereitet sich offenbar auf eine Blockade der ukrainischen Schwarzmeerhäfen vor.

## 27. Juli
Nach übereinstimmenden Medienberichten hat die ukrainische Armee einen Großangriff bei Orichiw und Robotyne gestartet. Hierbei wurden mehrere Tausend bisher zurückgehaltene Soldaten eingesetzt. Die ukrainische Armee meldete, das Dorf Staromajorskje (südlich des am 11. Juni zurückeroberten Dorfes Makariwka) befreit zu haben.
Die ukrainische Streitkräfte erklärten, nicht genug Flugabwehrraketensysteme zu haben, um ukrainische Häfen und Getreidespeicher vor russischen Angriffen zu schützen.
Die Ukraine soll mit Marschflugkörpern vom Typ Storm Shadow ein Fahrzeuglager auf der Krim angegriffen haben, wie sowohl das US-Magazin Forbes als auch der russische Militärblogger Rybar berichteten. Wie viele Panzer und andere militärische Fahrzeuge der Russen sich zum Zeitpunkt des mutmaßlichen Angriffs in dem Reparaturpark befanden, sei unklar.

## 29. Juli
Bei einem russischen Raketenangriff auf die Stadt Saporischschja im Süden der Ukraine sind nach ukrainischen Angaben am Samstag zwei Menschen getötet worden.
Beim Einschlag einer russischen Rakete in Dnipro seien mindestens neun Menschen verletzt worden, wie der ukrainische Innenminister Ihor Klymenko im Onlinedienst Telegram mitteilte, als eine Rakete in einem mehrstöckigen Wohnhaus im Stadtzentrum einschlug.
Bei seinem Besuch in Russland sprach sich Südafrikas Präsident Cyril Ramaphosa für eine Wiederaufnahme von ukrainischen Getreideexporten über das Schwarze Meer aus.

## 30. Juli
Russland zerstörte nach eigenen Angaben drei ukrainische Drohnen über Moskau, wobei eine Person verletzt wurde.

## 31. Juli
Durch einen russischen Luftangriff auf Krywyj Rih wurden nach ukrainischen Angaben mindestens sechs Bewohner eines Wohnblocks getötet und 75 verletzt.
Die Ukraine vermeldete Geländegewinne von knapp 15 Quadratkilometern in der vergangenen Woche. Insgesamt wurden 240 km² seit Beginn der Gegenoffensive zurückerobert.
Es wurde bekannt, dass die ukrainische Armee Raketenwerfer aus Sowjetzeiten einsetzt, welche früher in nordkoreanischem Besitz gewesen waren. Die etwa 40 Jahre alten Waffen wurden entweder erbeutet oder durch ein befreundetes Land auf einem Schiff beschlagnahmt und anschließend der Ukraine übergeben.

## 1. August
Mehrere Frachter ignorierten die russische Seeblockade und fuhren durch ukrainische Gewässer. Die unter der Flagge Sierra Leones registrierte Ams1 erreichte, aus Istanbul kommend, das Donaudelta und fuhr in Richtung der Hafenstadt Ismajil – wie öffentlich zugängliche AIS-Daten zeigen. Die Fahrt wurde von mehreren unbewaffneten NATO-Flugzeugen und einer Drohne beobachtet.

## 2. August
Der Gouverneur der russischen Oblast Kursk gab bekannt, Bürgermilizen mit Waffen auszustatten, damit diese gegen Angriffe aus der Ukraine vorgehen könnten, die u. a. von den auf Seiten der Ukraine kämpfenden russischen Freiwilligeneinheiten Russischen Freiwilligenkorps und Legion Freiheit Russlands ausgingen.
Die Hauptstadt Kiew sowie die Hafenstadt Odessa wurden nach ukrainischen Angaben Ziel von russischen Luftangriffen. Während in Kiew alle feindlichen Drohnen abgeschossen worden seien, wurde in Odessa veröffentlichten Fotos zufolge ein Silo getroffen und dadurch 40.000 Tonnen Getreide unbrauchbar.
Es wurde bekannt, dass die russischen Streitkräfte in der Ex-Sowjetrepublik Kasachstan mit Anzeigen und Prämien um militärisches Personal werben.

## 3. August
Durch russischen Beschuss wurde die Katharinenkathedrale in Cherson beschädigt.

## 4. August
Am 4. August gelang es den ukrainischen Truppen laut der stellvertretenden ukrainischen Verteidigungsministerin Hanna Maljar, in der Gegenoffensive 2023 die erste russische „Verteidigungslinie“ in der Südukraine zu durchbrechen.
In der Nacht zum 4. August griff die ukrainische Armee russische Kriegsschiffe im Hafen der russischen Stadt Noworossijsk (Region Krasnodar) mit Seedrohnen an. Eine mit 450 Kilogramm Sprengstoff beladene Drohne detonierte dabei an einer Flanke des Landungsschiffes Olenegorski Gornjak und beschädigt das Schiff, das mit schwerer Schlagseite in den Hafen geschleppt werden musste.

## 5. August
Laut dem ukrainischen Präsidenten Selenskyj wurde in Kupjansk im Gebiet Charkiw im Osten des Landes ein Zentrum für Bluttransfusionen bombardiert. Es gebe Berichte über Tote und Verletzte. Der Vizechef des russischen Sicherheitsrates Dmitri Medwedew deutete an, dass sein Land weiter Häfen angreifen würde, und drohte, der Ukraine eine „ökologische Katastrophe“ zu bescheren.
Die nationalen Sicherheitsberater von 40 Staaten, darunter China, die USA, Indien, Brasilien und Südafrika, trafen sich in Saudi-Arabien, um eine friedliche Beendigung des Krieges zu beraten. Ihr Ziel war die „Konsolidierung verschiedener Friedenspläne“, die nach Invasionsbeginn von mehreren Staaten vorgestellt worden waren. An Russland war keine Einladung ergangen.

## 6. August
Am 6. August beschossen ukrainische Streitkräfte zwei an der Straße von Henitschesk gelegene Brücken (darunter die Tschonhar-Brücke), die eine Verbindung vom ukrainischen Festland mit der Halbinsel Krim herstellen und von russischen Streitkräften als Nachschublinie benutzt wurde.

## 7. August
Bei einem russischen Doppelbeschuss auf die Stadt Pokrowsk waren nach ukrainischen Angaben neun Menschen getötet und 82 verletzt worden. Der zweite Einschlag soll erfolgt sein, als ukrainische Ersthelfer mit Rettungsarbeiten begonnen hatten. Unter den Opfern seien demnach auch Sicherheits- und Rettungskräfte gewesen, die zur Hilfe geeilt waren. Zerstört wurden durch den Doppelbeschuss nach ukrainischen Angaben ein Hotel und Wohnungen. Das russische Verteidigungsministerium gab hingegen bekannt, einen ukrainischen Kommandoposten getroffen zu haben. Ein Sprecher des ukrainischen Katastrophenschutzes warf Russland vor, auf diese Weise seit Kriegsbeginn 78 Rettungskräfte getötet und weitere 280 Menschen verwundet zu haben. Bei einem anderen russischen Beschuss auf die Oblast Charkiw wurden nach ukrainischen Angaben zwei Zivilisten getötet und drei weitere verletzt.
Nach Angaben des ukrainischen Brigadegenerals Oleksandr Tarnawskyj beschoss Russland das in der Oblast Saporischschja liegende Dorf Nowodanyliwka mit dem chemischen Kampfstoff Chlorpikrin, dabei sei jedoch kein Mensch zu Schaden gekommen.

## 8. August
Nach Angaben der Germany Trade and Invest (GTAI) zerstörte Russland bis Anfang August 2023 durch Angriffe auf ukrainische Hafenanlagen bzw. Silos rund 220.000 Tonnen Weizen, Mais und Erbsen. Dies tat Russland laut der GTAI, um die Ukraine dauerhaft als Getreideexporteur auszuschalten.

## 10. August
Der ukrainische Generalstab vermeldete großflächige russische Offensivversuche bei den Städten Kupjansk, Lyman, Bachmut, Awdijiwka, Marjinka und Schachtarsk und erklärte, an den Frontabschnitten in Richtung Melitopol und Berdjansk selbst in die Offensive zu gehen.
Wegen der russischen Angriffe bei Kupjansk in der Oblast Charkiw nahmen ukrainische Behörden dort die Evakuierung von 37 Ortschaften vor; betroffen sind über 11.000 Einwohner.
Bei russischen Luftangriffen auf die Großstadt Saporischschja am 9. und 10. August waren nach ukrainischen Angaben mindestens vier Zivilisten getötet worden.
In der russischen Oblast Brjansk wurden nach Meldungen des Gouverneurs zwei Zivilisten durch einen ukrainischen Angriff getötet.

## 11. August
In der Oblast Donezk wurden laut ukrainischen Angaben bei russischen Luftangriffen ein Zivilist getötet, neun weitere verletzt und 80 Gebäude beschädigt. In der Oblast Charkiw starb ebenfalls ein Mensch durch Beschuss. Am 10. und 11. August wurde die Stadt Cherson ukrainischen Behördenangaben zufolge 60-mal durch die russischen Streitkräfte beschossen; mindestens ein Bewohner sei getötet worden. Berichtet wurde auch von Luftangriffen auf die Hauptstadt Kiew, die Oblast Sumy und von landesweitem Luftalarm.
Wegen erhärteten Korruptionsverdachts in einigen Fällen hat der ukrainische Präsident Wolodymyr Selenskyj die Entlassung sämtlicher Leiter der regionalen militärischen Rekrutierungsbüros angekündigt.

## 13. August
In der Oblast Cherson wurden laut ukrainischen Behörden sieben Menschen von russischer Artillerie getötet, darunter eine vierköpfige Familie. Durch russischen Beschuss auf die Großstadt Saporischschja wurden in der Nacht auf den 14. August zwei Einwohner getötet. Die Hafenstadt Odessa wurde ebenfalls beschossen, wodurch mindestens drei Bewohner verletzt wurden.
Das russische Kriegsschiff Wassili Bykow stoppte mit Warnschüssen den türkischen Frachter Sukru Okan, der – unter palauischer Flagge – auf dem Weg in den ukrainischen Donauhafen Ismajil war. Der Frachter soll laut russischem Militär nicht auf Stoppsignale reagiert haben. Nach Warnschüssen stoppte das Schiff. Von der Wassili Bykow wurden mit einem Helikopter Soldaten zur Kontrolle des Frachters bzw. der Fracht übergesetzt; nach der Kontrolle durfte dieser die Fahrt fortsetzen. Dem Online-Schiffstracker Vesselfinder nach dürfte sich der Zwischenfall dicht vor der türkischen Küste ereignet haben.

## 16. August
Die ukrainische Armee berichtete, das Dorf Uroschajne in der westlichen Oblast Donezk (südlich des am 27. Juli zurückeroberten Staromajorske) befreit zu haben, was der Senior-Fellow der Münchner Sicherheitskonferenz Nico Lange als großen Erfolg wertete, weil damit die erste, am stärksten befestigte russische Verteidigungslinie durchbrochen sei.

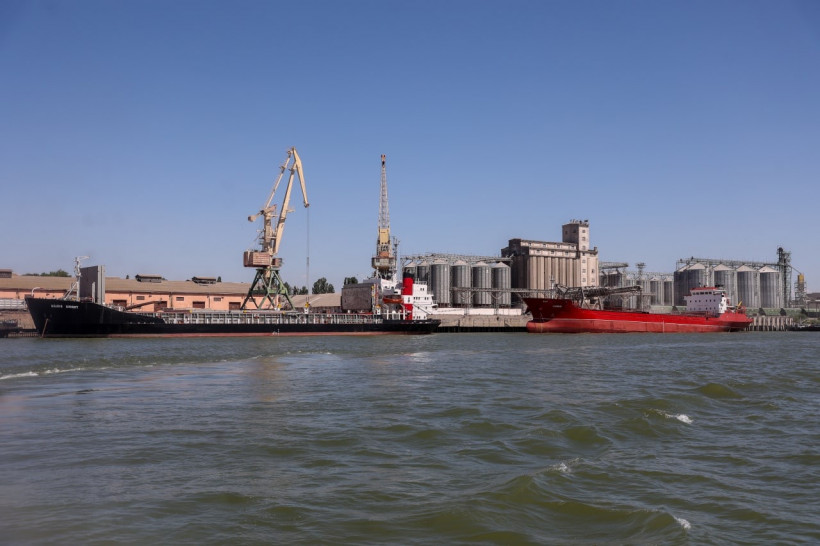
Hafen von Reni (2022)

Das deutsche Containerschiff Joseph Schulte, das seit Kriegsbeginn in Odessa lag, verließ die Stadt mit 2100 Containern und etwa 30.000 Tonnen Fracht. Es nutzte einen von der Ukraine deklarierten „humanitären Korridor“, trotz Angriffsdrohungen Russlands. Das Schiff fährt unter der Flagge von Hongkong und gehört der Hamburger Reederei Bernhard Schulte Shipmanagement (BSM) und einer chinesischen Bank.
Erneut wurde der an der Donau liegende Hafen der ukrainischen Stadt Reni durch russische Drohnen angegriffen. Der Hafen liegt 200 m von der rumänischen Grenze entfernt und somit in nur 200 m Entfernung vom Luftraum eines Mitgliedsstaates der NATO entfernt. Mehrere Getreidesilos wurden bei dem Luftangriff zerstört. Bereits wenige Tage nachdem das Getreideabkommen am 17. Juli 2023 ausgelaufen war, wurde Reni – insbesondere die Hafenanlagen – in der Nacht zum 24. Juli 2023 von 15 russischen Drohnen angegriffen. 6 Menschen wurden verletzt und drei Getreidesilos zerstört. Vor dem weiter flussabwärts liegenden ukrainischen Hafen Ismail stoppten nach dem Angriff auf Reni rund 30 Frachter nach Daten von MarineTraffic ihre Fahrt.

## 17. August
Die russische Armee veröffentlichte Videos von Angriffen auf ukrainische Stellungen im Zentrum von Robotyne. Auf weiteren Aufnahmen ist der Kampfeinsatz der ukrainischen 82. Luftangriffsbrigade seit mindestens dem 15. August zu sehen. Die bis dahin in Reserve gehaltene Brigade ist unter anderem mit Schützenpanzern Marder und Stryker sowie Challenger-Kampfpanzern ausgerüstet. Das von einigen Experten vermutete Ziel ist ein Front-Durchbruch vor Einsetzen der ersten Schlammperiode, die ein weiteres Vorkommen mit Panzern bis Februar nahezu unmöglich machen werde. Die ukrainische Armee meldete außerdem abgewehrte russische Angriffe bei Kupjansk und Lyman.
Nach Einschätzung von US-Geheimdiensten werden die ukrainischen Streitkräfte die militärstrategisch wichtige Stadt Melitopol in ihrer Gegenoffensive im Jahr 2023 nicht einnehmen können, sondern von Minenfeldern und Schützengräben wenige Kilometer vor der Stadt gestoppt werden.
Der ukrainische Außenminister Dmytro Kuleba erklärte die Bereitschaft der ukrainischen Regierung, vom Westen erhaltene Waffensysteme auf Wunsch ausschließlich gegen in der Ukraine befindliches russisches Militär einzusetzen, anstatt gegen militärische Ziele auf russischem Staatsgebiet.
Das ukrainische Militär gab bekannt, dass die Ukraine nicht vor dem Jahr 2024 F-16-Kampfflugzeuge erhalten wird. Die Ausbildung von ukrainischen Piloten an jenen Flugzeugen habe noch nicht begonnen, werde es aber bald. Die US-amerikanische Regierung gab bekannt, Dänemark und den Niederlanden die Genehmigung zum Export von F-16 an die Ukraine zu erteilen, wenn die Ausbildung der ukrainischen Piloten und Flugzeugtechniker an den F-16 abgeschlossen ist.

## 18. August
Nach Einschätzung der US-Regierung sind seit dem Beginn des Angriffskriegs im Februar 2022 annähernd 500.000 Kämpfer getötet oder verletzt worden. So hätten die ukrainischen Streitkräfte knapp 70.000 Gefallene und 100.000 bis 120.000 Verwundete verzeichnet; die Zahl der getöteten russischen Soldaten und Söldner beträgt demnach etwa 120.000 und die der Verwundeten 170.000 bis 180.000. Die letzten westlichen Einschätzungen zu Verlusten beider Kriegsparteien waren unter anderem am 17. Februar sowie am 3. und 13. März 2023 veröffentlicht worden.

## 19. August

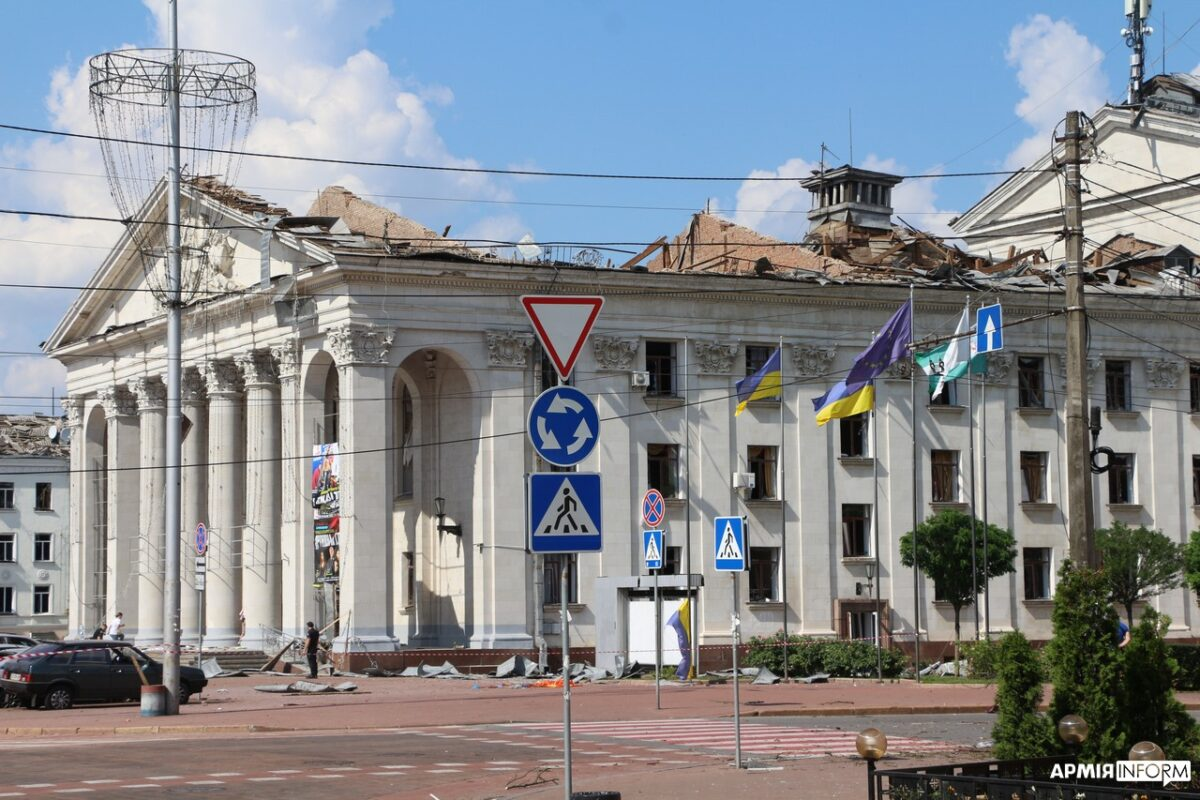
Schäden am Stadttheater von Tschernihiw nach russischem Raketenbeschuss

Durch einen russischen Raketenangriff auf das im Zentrum von Tschernihiw liegende Stadttheater, den Theatervorplatz und die benachbarte Universität wurden nach ukrainischen Angaben mindestens sieben Menschen getötet und 110 verletzt.
In der Nacht wehrte die ukrainische Luftwaffe eigenen Angaben zufolge 15 von 17 aus der russischen Oblast Kursk gestarteten Schahed-Kamikazedrohnen ab.

## 20. August
Anlässlich eines Besuchs des ukrainischen Staatspräsidenten sagten die niederländische und die dänische Regierung der Ukraine die Lieferung von F-16-Kampfjets zu. Die dänische Premierministerin Mette Frederiksen erklärte, der Ukraine neunzehn F-16 zu überlassen. Acht Stück sollten im Jahr 2024 geliefert werden, fünf weitere im Jahr darauf. Die niederländische Regierung machte keine Angaben zur Stückzahl. Der ukrainische Staatspräsident teilt jedoch mit, zweiundvierzig F-16 von den Niederlanden zu bekommen, was genau der Anzahl der F-16 entspricht, die die Niederlande in ihrem Bestand haben.
Aus der westrussischen Stadt Kursk sowie aus den russischen Oblasten Rostow und Belgorod wurden teils abgewehrte ukrainische Drohnenangriffe vermeldet. Dabei sind nach russischen Angaben fünf Menschen leicht verletzt worden.

## 21. August
Nach Angaben des ukrainischen Militärs plant Russland die Umsiedlung von 300.000 russischen Staatsbürgern in die von russischen Truppen besetzte ukrainische Stadt Mariupol. Die Umsiedlung soll laut den angeblichen Plänen bis 2035 abgeschlossen sein. Nach ukrainischen Angaben wurden durch russischen Artilleriebeschuss 11 Zivilisten in Kupjansk verletzt.
Nach ukrainischen Angaben wurden bei einem russischen Luftangriff auf das historische Zentrum der ukrainischen Stadt Tschernihiw sieben Menschen getötet und 144 verletzt.
Wie der Ministerpräsident der Niederlande Mark Rutte verkündete, werde sein Land der Ukraine F-16-Kampfflugzeuge liefern. Die Kampfjets werden von der Ukraine dringend benötigt, um russischen Angriffskrieg effektiv abwehren zu können. Bislang war die Abgabe der in den Vereinigten Staaten entwickelten F-16 an Drittstaaten wegen der fehlenden Lieferfreigabe der USA gescheitert. Vor Kurzem machten diese jedoch den Weg für Lieferungen des Kampfflugzeuges in die Ukraine frei. Bereits im Sommer 2023 hatte sich eine von den Niederlanden und Dänemark geführte Koalition gebildet, die ukrainische Piloten an der F-16 ausbilden und für den Kampfeinsatz mit diesem Flugzeug befähigen will.

## 22. August
Die Staats- und Regierungschefs von elf Ländern des Balkans und Osteuropas, darunter auch Serbien, nicht jedoch Ungarn, deklarierten ihre „unerschütterliche Unterstützung“ für die Souveränität, territoriale Integrität und Unabhängigkeit der Ukraine durch die Unterzeichnung einer entsprechenden Erklärung.

## 23. August
Das ukrainische Militär vermeldete die Zerstörung eines bei Tarchankut (auf der Halbinsel Krim) stationierten feindlichen S-400-Flugabwehrsystems.
Nach Angaben des britischen Militärgeheimdienstes führte die Zerstörung der Tschonhar-Brücke, die die Halbinsel Krim verkehrstechnisch mit dem Festland verbindet, zu einer Verlangsamung und Umleitung des russischen Nachschubs.
Ein russischer Luftangriff auf Odessa traf ein Getreidelager und vernichtete nach ukrainischen Angaben 13.000 Tonnen Getreide. Eine Vertreterin der Vereinten Nationen verurteilte die vorsätzliche, strategische Zerstörung von Nahrungsmitteln durch Russland.
Die Ukraine und Russland meldeten jeweils getötete Zivilisten durch Angriffe der Gegenseite.
Nach Einschätzung von US-amerikanischen Militärstrategen hat die Ukraine wegen fehlerhafter bzw. taktisch unvorteilhafter Stationierung von Truppen Schwierigkeiten, ihre Gegenoffensive durchzuführen: Die Streitkräfte seien zu weit verteilt aufgestellt. Um russische Linien zu durchstoßen, Melitopol und Berdjansk einzunehmen und so die russische Versorgung abzuschneiden, haben die US-Strategen der ukrainischen Militärführung geraten, ihre Truppen entlang der Hauptfront im Süden zu konzentrieren. Insbesondere aus der Region bei Bachmut könnten Truppen abgezogen werden, ohne dort Gebietsverluste hinnehmen zu müssen.
Die russische Nachrichtenagentur TASS vermeldete den Absturz eines Privatjets der Gruppe Wagner und den Tod aller zehn Insassen, darunter die dreiköpfige Flugzeugbesatzung. Auf der Passagierliste standen Jewgeni Prigoschin, Chef der Gruppe Wagner, Dmitri Utkin, ihr Gründer und Leiter der militärischen Operationen, Waleri Tschekalow, der Leiter der Logistik der Söldnertruppe, und weitere vier Söldner.
Laut einer repräsentativen Umfrage mit 2000 Befragten sprachen sich jüngst 90,4 % der Ukrainer gegen Gebietsabtretungen an Russland aus. 73,8 Prozent befürworten einen Eintritt in die NATO bzw. lehnen einen Verzicht auf einen Beitritt ab.
In einer Rede vor dem am Vortag begonnenen XV. BRICS-Gipfel verteidigte Wladimir Putin den russischen Angriff auf die Ukraine mit der Behauptung, dieser habe nur dem Schutz der östlichen Separatistengebiete vor dem vom Westen und seinen Satelliten (2014) begonnenen Krieg gegolten. Dieser sei ein Ausdruck von deren Sucht nach Vorherrschaft, der Putin das Ideal einer multipolaren Weltordnung gegenüberstellte. Putin war per Video zugeschaltet, er ließ sich auf dem Gipfel von Außenminister Sergei Lawrow vertreten. Südafrika wäre als Vertragspartei des Rom-Statuts verpflichtet gewesen, den per Haftbefehl des Internationalen Strafgerichtshofs gesuchten Putin festzunehmen.

## 24. August
Ukrainische Medien berichteten von einer Spezialoperation mit Bodentruppen des Militärgeheimdienstes HUR an der äußersten westlichen Spitze der Krim. Die Spezialeinheit habe alle Ziele erreicht. Demnach wurden dem Feind schwere Verluste zugefügt und kurz die ukrainische Flagge gehisst. Nach einem Feuergefecht hätten sich die ukrainischen Truppen über den Seeweg zurückgezogen.
Nach den Regierungen von Dänemark und den Niederlanden gab auch die von Norwegen bekannt, F-16-Kampfjets der Ukraine zu übergeben und Piloten an den Flugzeugen auszubilden. Auch die USA kündigten an, ukrainische Piloten ab Oktober 2023 an F-16 zu trainieren.

## 25. August
Ukrainische Kräfte haben offenbar einen Drohnenangriff auf die 126. Küstenverteidigungs-Brigade der Schwarzmeerflotte durchgeführt. Dabei wurde ein Munitionsdepot getroffen und eine unbekannte Zahl russischer Soldaten getötet und verwundet.

## 26. August
Medienberichten zufolge kollidierten zwei Aero L-39 der ukrainischen Luftwaffe in der Region Schytomyr. Drei Piloten kamen ums Leben.

## 27. August
Die ukrainische Armee erklärte, das Dorf Robotyne in der Oblast Saporischschja befreit zu haben und auf die weiter südlich liegenden Dörfer Nowoprokopiwka, Mala Tokmatschka und Otscheretuwate vorzurücken.
Nach ukrainischen Angaben sind durch russische Artillerieangriffe auf ein Dorf bei Charkiw und auf die Großstadt Cherson drei Zivilisten getötet worden.

## 28. August
Der ukrainische Staatspräsident Wolodymyr Selenskyj hat auf Forderungen des US-Politikers Lindsey Graham nach Wahlen in der Ukraine, die deren Staatsrecht im Kriegszustand nicht vorsieht, mit dem Erörtern von Voraussetzungen geantwortet, unter denen Wahlen während des Krieges stattfinden könnten.
Nach Angaben eines im Exil lebenden belarussischen Politikers hat Belarus damit begonnen, Reisepässe, mit denen angeblich auch in die EU eingereist werden kann, an Söldner der Gruppe Wagner zu verteilen.
Durch russische Luftangriffe auf die Oblaste Poltawa und Cherson sind mindestens drei Zivilisten getötet worden.

## 30. August
Durch russische Luftangriffe auf Kiew und die Oblast Donezk starben nach ukrainischen Angaben mindestens sechs Zivilisten. Nach Angaben der örtlichen Militärverwaltung wurden bei russischen Angriffen in der Oblast Saporischschja mittels Artillerie, Drohnen und Luftwaffe drei Menschen getötet und 20 Gebäude zerstört.
Zum Schutz vor russischen Luftangriffen wurden vor Beginn des neuen Schuljahrs zum 1. September in Charkiw in U-Bahn-Stationen 60 Klassenräume für über 1000 Kinder eingerichtet.
Bei ukrainischen Angriffen mit Drohnen des Typs Bober auf sieben russische Provinzen wurden in der Nacht Iljuschin Il-76-Transportflugzeuge am Flughafen Pskow sowie eine Produktionsstätte für Raketenelektronik getroffen.

## 3. September
Ukraines Staatspräsident Wolodymyr Selenskyj gab die Entlassung von Verteidigungsminister Oleksij Resnikow bekannt und erklärte Rustem Umjerow zum Nachfolger. Selenskyj begründete seine Entscheidung damit, „dass das Ministerium neue Herangehensweisen braucht und andere Formate der Zusammenarbeit mit den Soldaten und der Gesellschaft insgesamt“.
Die ukrainischen Streitkräfte haben bei ihrer Gegenoffensive laut Brigadegeneral Oleksandr Tarnawskyj in der Region Saporischschja die erste und stärkste von mehreren russischen Verteidigungslinien durchbrochen.
In der Schlacht um Bachmut wurden nach Angaben der ukrainischen Vizeverteidigungsministerin Hanna Maljar seit dem Beginn der Gegenoffensive im Juni 47 Quadratkilometer um die Stadt zurückerobert.
Bei russischen Drohnenangriffen auf den Hafen Odessa wurden mindestens zwei Menschen verletzt.
Nach Angaben des britischen Militärnachrichtendienstes warb Russland seit Mai 2023 Migranten aus Zentralasien sowie Menschen in Nachbarländern als Soldaten für den Krieg gegen die Ukraine an. Bis Ende Juni wurde in Werbeanzeigen mit einer Anzahlung von 495.000 Rubeln (4750 Euro), Monatslöhnen ab 190.000 Rubeln und einer beschleunigten russischen Staatsbürgerschaft gelockt. Russlands Ziel sei es, vor der Präsidentschaftswahl 2024 eine weitere unpopuläre Mobilmachung zu vermeiden.

## 5. September
Nach Angaben des kubanischen Außenministeriums werden seine Bürger gezwungen, für Russland zu kämpfen: Ein Menschenhändlerring rekrutiere sowohl im karibischen Inselstaat als auch in Russland lebende Kubaner für die Streitkräfte.
In einem Interview begründete Präsident Putin den Überfall auf die Ukraine mit der antisemitischen Behauptung, der „ethnische Jude“ Selenskyj sei „installiert“ worden, um von „Nazismus“ in der Ukraine abzulenken.

## 6. September

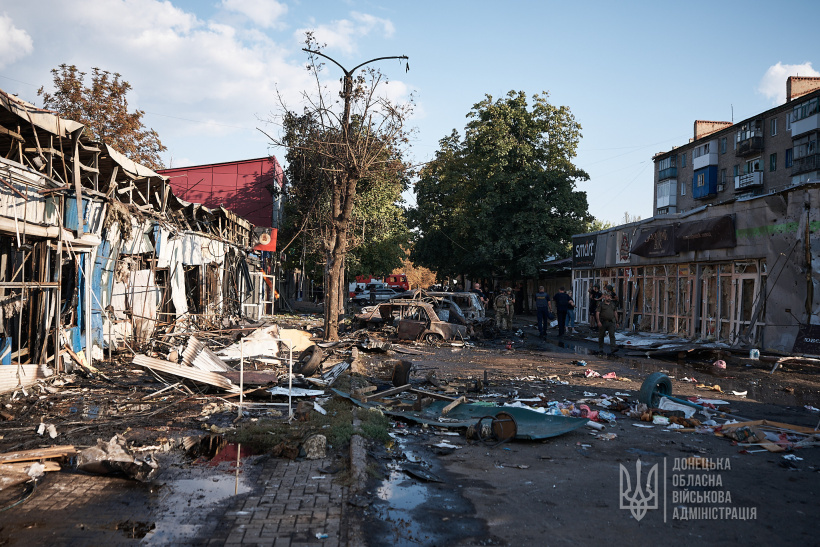
Marktplatz in Kostjantyniwka

Durch einen Luftangriff auf einen Marktplatz in Kostjantyniwka (Oblast Donezk) werden nach ukrainischen Angaben mindestens 16 Menschen getötet und mehr als 30 Personen verletzt. Gingen westliche Medien zuerst von einem russischen Raketenangriff aus, deuten, nach einer später veröffentlichten Analyse durch die New York Times, Indizien auf eine fehlgeleitete ukrainische Rakete hin.
Durch russischen Beschuss des Hafens Odessa ist nach ukrainischen Angaben ein Zivilist getötet und Agrarinfrastruktur zerstört worden.

## 8. September
In der Oblast Cherson sind nach Angaben des ukrainischen Innenministers bei einem russischen Angriff drei Zivilisten getötet worden.
Die ersten zehn von Dänemark, Deutschland und den Niederlanden zur Verfügung gestellten Leopard-1-Kampfpanzer trafen in der Ukraine ein. Die dänischen Streitkräfte teilten mit, es seien weitere auf dem Weg. Die drei Länder hatten im Februar bekanntgegeben, der Ukraine in den „kommenden Monaten“ 100 Panzer des Typs Leopard 1 aus deutscher Produktion zu überlassen.

## 10. September
Der ukrainische Militärgeheimdienst vermeldete, die militärstrategisch wichtige Bojko-Bohrinsel westlich vor der Halbinsel Krim wieder unter Kontrolle gebracht zu haben. Diese waren von Russland unter anderem als Radarstationen zur Überwachung des Schiffsverkehrs an der ukrainischen Küste benutzt worden.
Beim Beschuss eines Fahrzeugs durch die russische Armee bei Bachmut wurden die spanische Leiterin der Hilfsorganisation Road to Relief sowie ein Kanadier getötet; ein Deutscher und ein Schwede hätten schwere Verletzungen erlitten, berichtete El Mundo. Spaniens Außenminister Albares bestätigte den Vorfall.
Bei nächtlichen Angriffen schoss die ukrainische Luftabwehr nach ukrainischen Angaben 25 von 32 russische Drohnen ab. Die meisten waren in Richtung Kiew unterwegs; eine Person sei verletzt worden. Das russische Verteidigungsministerium erklärte, mehrere ukrainische Drohnen sowie drei Schnellboote mit Besatzung, die auf die Krim zusteuerten, eliminiert zu haben.

## 13. September
Das Institute for the Study of War (ISW) vermeldete russische Geländegewinne im Raum Kupjansk-Swatowe-Kreminna. In der Region lasse die russische Armee seit Wochen Einheiten sammeln und angreifen. Die ukrainischen Kräfte seien dort in der Defensive.
Nach ukrainischen und russischen Angaben wurden bei einem ukrainischen Angriff mit Marschflugkörpern auf die Ordschonikidse-Werft in Sewastopol das russische Landungsschiff Minsk sowie die Rostow-na-donu, ein U-Boot der Kilo-II-Klasse, beschädigt. Nach russischen Angaben wurden mindestens 24 Menschen bei dem Raketenangriff verletzt. Nach Einschätzung des britischen Geheimdienstes sind beide Schiffe schwer beschädigt. Die Minsk sei „beinahe sicher funktionell zerstört.“ Die Rostow-na-donu werde voraussichtlich für Jahre ausfallen.
Russland führte seinerseits erneut Drohnenangriffe auf den Hafen von Ismajil aus.
Die ukrainischen Streitkräfte haben nach eigenen Angaben 32 von 44 aus Russland abgefeuerte Drohnen abgeschossen. Das Hauptziel der Drohnen sei der Süden der Oblast Odessa gewesen. Durch den Drohnenangriff auf den Hafen von Ismajil seien sechs Menschen verletzt worden.
Die baltischen Staaten schlossen ihre Grenzen für in Russland zugelassene Fahrzeuge. Zwei Tage später schloss auch Finnland seine Grenzen für in Russland zugelassene Fahrzeuge.
Am Kosmodrom Wostotschny trafen sich die Staatspräsidenten von Russland und Nordkorea, um dort laut Berichten über Waffen und Satellitentechnik zu verhandeln.

## 14. September
Nach ukrainischen Geheimdienstangaben wurde auf der von Russland annektierten Halbinsel Krim in der Nähe der Stadt Jewpatorija ein russisches Luftabwehrsystem vom Typ S-400 Triumf zerstört. Es wäre damit das zweite innerhalb von wenigen Wochen auf der Krim zerstörte Flugabwehrsystem. Bereits am 23. August war die Zerstörung eines S-400-Systems auf der Krim vermeldet worden.

## 19. September
Ein Reporterteam des schwedischen Fernsehsenders TV4 wurde nach Angaben des Senders in der Südostukraine in Frontnähe von einer russischen Drohne angegriffen. Zwei Begleiter wurden verletzt und die Ausrüstung zerstört.

## 20. September
Nach ukrainischen Angaben sind acht Zivilisten in Kupjansk durch russischen Artilleriebeschuss getötet worden.
Der ukrainische Militärgeheimdienst HUR hat eigenen Angaben zufolge zwei Flugzeuge (An-148 und Il-20) und einen Hubschrauber (Mi-28) auf dem Militärflugplatz Tschkalowski bei Moskau zerstört.
Polen kündigte an, keine weitere militärische Auslandshilfe für die Ukraine mehr zu leisten als die, die bereits vertraglich festgelegt wurde. Die Ankündigung erfolgte wenige Stunden, nachdem die polnische Regierung aus Protest gegen Äußerungen des ukrainischen Präsidenten Wolodymyr Selenskyj, die sich auf einen Streit um den Export von ukrainischem Getreide in die EU bezogen, den ukrainischen Botschafter einbestellt hatte.

## 21. September
Die ukrainischen Streitkräfte gaben an, eine Kommandostelle der russischen Streitkräfte in der besetzten Stadt Melitopol durch einen Luftangriff zerstört zu haben.
Nach ukrainischen Angaben sind durch landesweiten russischen Beschuss fünf Menschen getötet und 24 verletzt worden. Durch die Angriffe verursachte Stromausfälle wurden im Westen, im Zentrum und Osten der Ukraine gemeldet. Nach Angaben des Befehlshabers der ukrainischen Streitkräfte fing die ukrainische Luftabwehr 36 von 43 russischen Raketen ab. Ukrenerho zufolge war der Angriff der erste auf ukrainische Infrastruktur seit sechs Monaten.
Der britische Militärgeheimdienst gab an, dass die russischen Streitkräfte ihre in der Ukraine stationierten Truppen kaum austauschten und dass sich dieser Mangel an Rotation negativ auf die Moral der russischen Truppen in der Ukraine auswirke.

## 22. September
Sowohl die Ukraine als auch Russland vermeldeten einen ukrainischen Luftangriff auf das in Sewastopol liegende Hauptquartier der Russischen Schwarzmeerflotte. Nach ukrainischen Angaben sollen dabei 34 Offiziere, darunter der Kommandeur der Schwarzmeerflotte, Wiktor Sokolow, getötet, weitere 105 Personen verletzt und das Gebäude irreparabel zerstört worden sein. Nach Einschätzung des britischen Verteidigungsministeriums wird die Schwarzmeerflotte jedoch einsatzfähig bleiben.
Die US-amerikanische Regierung entschied, der bereits länger gestellten ukrainischen Bitte nachzukommen, der Ukraine ATACMS-Raketen zu überlassen.
Nach ukrainischen Angaben wurden durch einen russischen Luftangriff auf ein ziviles Gebäude in Krementschuk eine Person getötet und 31 weitere verletzt. Auch in der Oblast Cherson wurde von mindestens einer toten Person und drei Verletzten durch russischen Beschuss berichtet.

## 23. September
Das Institute for the Study of War (ISW) bestätigte Angaben der ukrainischen Streitkräfte, dass ein weiterer Durchbruch durch russische Minenfelder, bemannte Schützengräben, Anti-Panzer-Gräben und Betonsperren in der Oblast Saporischschja gelungen sei. Laut dem ISW war die durchbrochene russische Verteidigungslinie westlich des Dorfes Werbowe die am besten befestigte in der gesamten Oblast. Ein Brigadegeneral erklärte, dass sich die ukrainischen Truppen pro Tag von Stellung zu Stellung zwischen 50 und 400 Meter fortkämpften.

## 24. September
Bei russischen Angriffen in der ostukrainischen Oblast Donezk wurde eine 74 Jahre alte Frau getötet.

## 25. September
Nach Auffassung des Militärökonomen Marcus Keupp liegen – von öffentlichen Bildquellen abgesehen – Medienberichte über den Kriegsverlauf bis zu einer Woche hinter der tatsächlichen Entwicklung. Keupp sieht auch einen durch Verschleiß verursachten Mangel an Munition und Geschützen bei der russischen Artillerie, zudem sollen weniger Geländegewinne als vielmehr der Abnutzungskampf den Kriegsverlauf beeinflussen. Er bezeichnete die Regionen bei Robotyne, Nowodonezke, Bachmut und Kupjansk als die umkämpftesten. Laut Keupp versucht die Ukraine bei ihrer Gegenoffensive russische Kräfte an anderen Frontabschnitten als an dem bei Robotyne zu binden, um dann bei diesem so weit nach Süden vordringen zu können, dass die Stadt Tokmak bzw. das dortige russische Logistikdrehkreuz in Reichweite ihrer Artillerie komme.
Eine Untersuchungskommission des UN-Menschenrechtsrats berichtete, dass von russischer Seite weiterhin systematisch Kriegsverbrechen ausgingen: „Es gibt fortlaufend Beweise dafür, [...] darunter rechtswidrige Angriffe mit Sprengwaffen, Angriffe auf Zivilisten, Folter, sexuelle und geschlechtsspezifische Gewalt sowie Angriffe auf die Energieinfrastruktur.“
Bei Angriffen Russlands auf Odessa kamen nach ukrainischen Angaben zwei Menschen ums Leben. Nach Angaben der Regionalregierung der Oblast Odessa wurden durch den Angriff auf den Hafen fast 1000 Tonnen Getreide vernichtet und das Stromnetz beschädigt. Zudem wurden auch in der südukrainischen Oblast Cherson nach lokalen Behördenangaben insgesamt sechs Menschen durch russischen Beschuss getötet.

## 26. September
Die beiden katholischen Hilfswerke missio Aachen und Renovabis sehen in der Ukraine die Religionsfreiheit durch den Krieg bedroht: Durch den russischen Angriffskrieg seien bisher 450 Kirchengebäude zerstört worden.

## 28. September
Die russische Flugabwehr hat nach Angaben des britischen Militärgeheimdienstes aus Versehen einen eigenen Kampfjet ca. 20 km hinter der Frontlinie nahe der besetzten Stadt Tokmak abgeschossen. Es handele sich um die fünfte verlorene Maschine des Typs Su-35S, die Russlands fortschrittlichstes Kampfflugzeug im weit verbreiteten Einsatz sei.

## 29. September
Russischer Beschuss hat ukrainischen Angaben zufolge drei Frauen in der südukrainischen Stadt Cherson und zwei Menschen in der ostukrainischen Oblast Donezk getötet.
Der Ukraine-Experte des österreichischen Bundesheers, Markus Reisner, sagte, die Teilerfolge der ukrainischen Gegenoffensive würden überschätzt: „Einzelne Verteidigungslinien der Russen werden verlustreich überwunden, aber es kommt bisher nie zu einem echten Dammbruch“. Daher müssten „alle Alarmglocken schrillen“. Die Ukraine erhalte zu wenig Kriegsgerät, um sich gegen Luftschläge auf die kritische Infrastruktur zu wehren. Damit breche auch das Rückgrat für die Rüstungsproduktion weg. Jede Woche müssten „vier bis fünf voll beladene Güterzüge mit Kriegsmaterial in die Ukraine rollen“. In den USA sei man sich der schwierigen Lage bewusst, so Reisner, aber Europa sei dabei, „den Moment zu verpassen, an dem wir es nicht mehr im Griff haben und die Situation zugunsten der Russen kippt“. Die zuletzt von der New York Times genannten Zahlen von 160.000 gefallenen und 140.000 verwundeten Russen hielt Reisner für glaubwürdig. Die bisherigen Verluste auf ukrainischer Seite wurden auf 80.000 Tote und 120.000 Verwundete geschätzt.

## 30. September
Russlands ehemaliger Präsident Dmitri Medwedew gab ein Jahr nach der Annexion von vier Regionen der Ukraine die Einnahme weiterer Gebiete des Nachbarland als Ziel aus. „Die militärische Spezialoperation wird bis zur vollständigen Zerstörung des Nazi-Regimes in Kiew fortgesetzt“, schrieb Medwedew im Onlinedienst Telegram.